# Gerasa
Gerasa (/ˈdʒɛraza/) è il nome di un'antica città nel nord della Giordania, che continua in età moderna nella città di Jerash.

## Storia
Il sito esisteva già in epoca neolitica come i ritrovamenti archeologici confermano e molto probabilmente continuò ad essere abitato anche durante l'età del bronzo e quella del ferro. Grazie alla presenza del fiume Wadi Jerash già nel Neolitico il centro era abitato e d'altronde i resti che affiorano oggi dai siti archeologici appartengono ad un ventaglio storico che va dall'età del bronzo a quella romana.

### Gerasa nel passato
Il primo insediamento di una certa importanza avvenne ad opera dei Greci dopo la conquista operata da Alessandro Magno; tuttavia Gerasa divenne veramente importante solo con l'avvento dei Romani. A seguito della conquista della regione operata da Pompeo, nel 64 a.C., Gerasa fu annessa, da parte della Repubblica romana, nella provincia di Siria.
Gerasa fece parte di un sodalizio commerciale e militare assieme ad altre nove città denominato Decapolis, che la fecero espandere. Nel corso dei due secoli successivi, Gerasa strinse rapporti commerciali coi Nabatei e grazie ai profitti del commercio e alle ricchezze dell'agricoltura, la città divenne ricca e fiorente. Nel I secolo d.C., la città venne ridisegnata e assunse il classico aspetto del modello romano: una strada colonnata principale in direzione nord-sud (cardo massimo) intersecata da due strade orientate in direzione est-ovest (decumani).
Dopo che l'imperatore Traiano, nel 106, aveva annesso il regno nabateo, a Gerasa affluirono molte ricchezze e molti edifici furono abbattuti per essere sostituiti da altri ancora più imponenti. L'opera continuò anche durante il governo di Adriano che, nel 129, visitò la città, ed in suo onore a sud della città venne edificato un Arco di trionfo. Lo schema urbanistico della città è quello classico dell'epoca e dal punto di vista architettonico è tipico del periodo di Adriano e Traiano. Nel 130, la città era abitata da circa 20 000 abitanti.
La città raggiunse il suo apice all'inizio del III secolo, quando a Gerasa fu conferito il titolo di colonia. Dopo la distruzione di Palmira, nel 273, e col contemporaneo decadimento delle vie carovaniere, a causa dello sviluppo del commercio marittimo, iniziò una lenta decadenza (con una breve interruzione durante il governo di Diocleziano, verso il 300), che continuò sino alla metà del V secolo, dopo che il cristianesimo era divenuta la religione principale dell'impero e quindi, nei primi anni dell'era cristiana, si ebbe un nuovo periodo di splendore, con la costruzione di edifici religiosi. E ancora sotto l'imperatore bizantino, Giustiniano (527-565) furono erette sette chiese, anche se si fece uso in buona parte delle pietre provenienti dai templi e santuari romani.
L'invasione dei sasanidi provenienti dalla Persia, nel 614, e la conquista araba, del 636, accentuarono la ripresa della decadenza, e poi il devastante terremoto del 747, determinò il declino definitivo di Gerasa, la cui popolazione si ridusse ad un quarto di quella originaria.
Nei secoli successivi, ad eccezione dell'occupazione da parte dei Crociati, nel corso del XII secolo, la città fu completamente abbandonata, fino al XVI secolo.

### La Jerash attuale
La città si è sviluppata moltissimo nell'ultimo secolo grazie alla sua posizione strategica in Giordania ed alla crescente importanza del turismo: attualmente Jerash è la seconda attrazione turistica del paese (preceduta solamente dalle rovine di Petra).

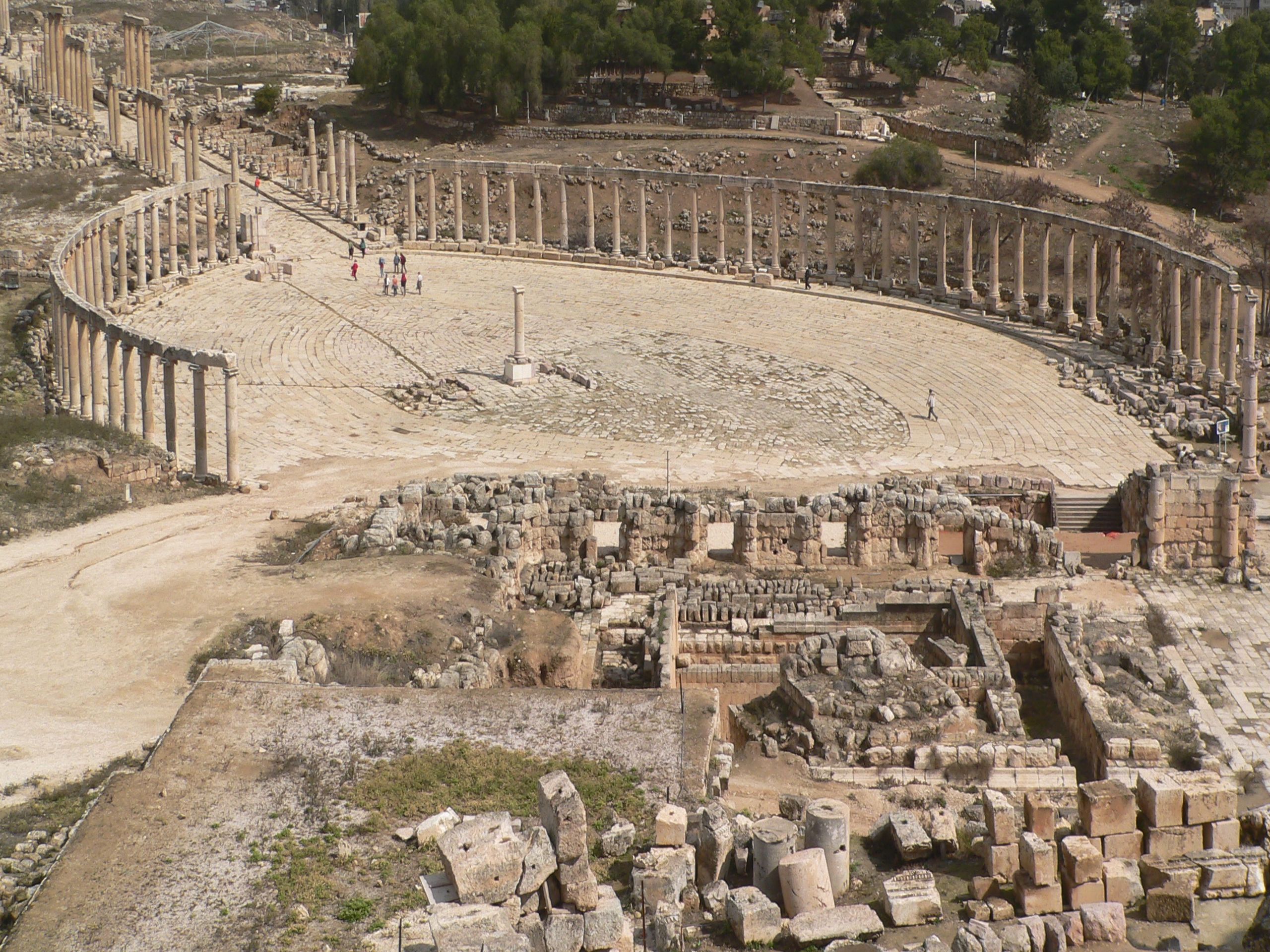
Il foro ovale ed il cardo massimo

Il sito ha offerto agli occhi degli studiosi la sorprendente presenza di due strutture (teatro, tempio, terme), segno di due insediamenti diversi.

### Foro

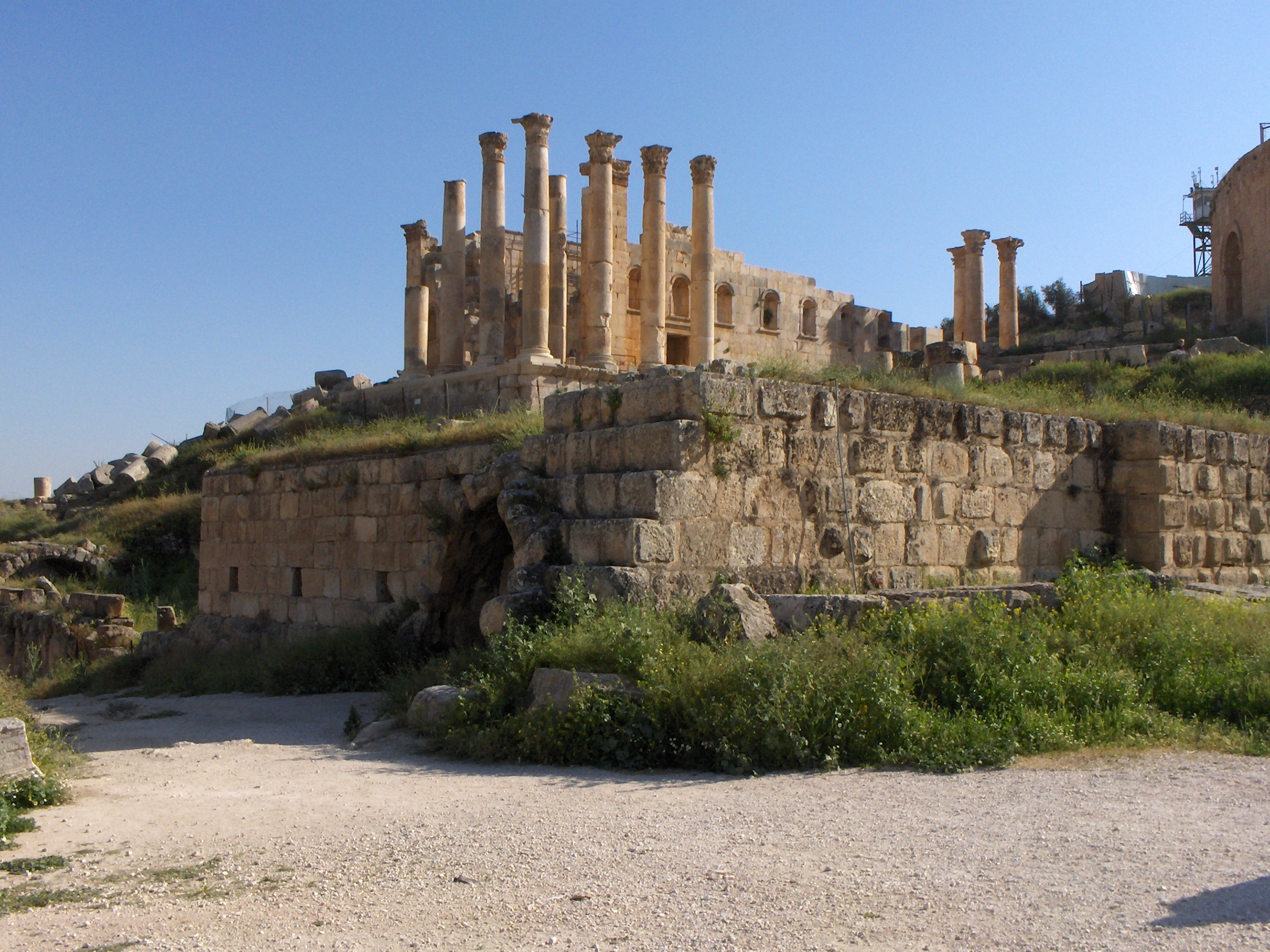
Il tempio di Giove

Arco di Adriano

Il foro si trova nei pressi della porta meridionale, in un avvallamento. Ha un'insolita forma ellittica per la necessità di collegare l'asse del Tempio di Zeus con quello del cardus maximus. Il foro è racchiuso da 56 colonne ioniche e misura circa 90 × 80 m. Il foro è lastricato con pietre di calcare di finissima qualità, che dal centro alla periferia diventano sempre più grandi.

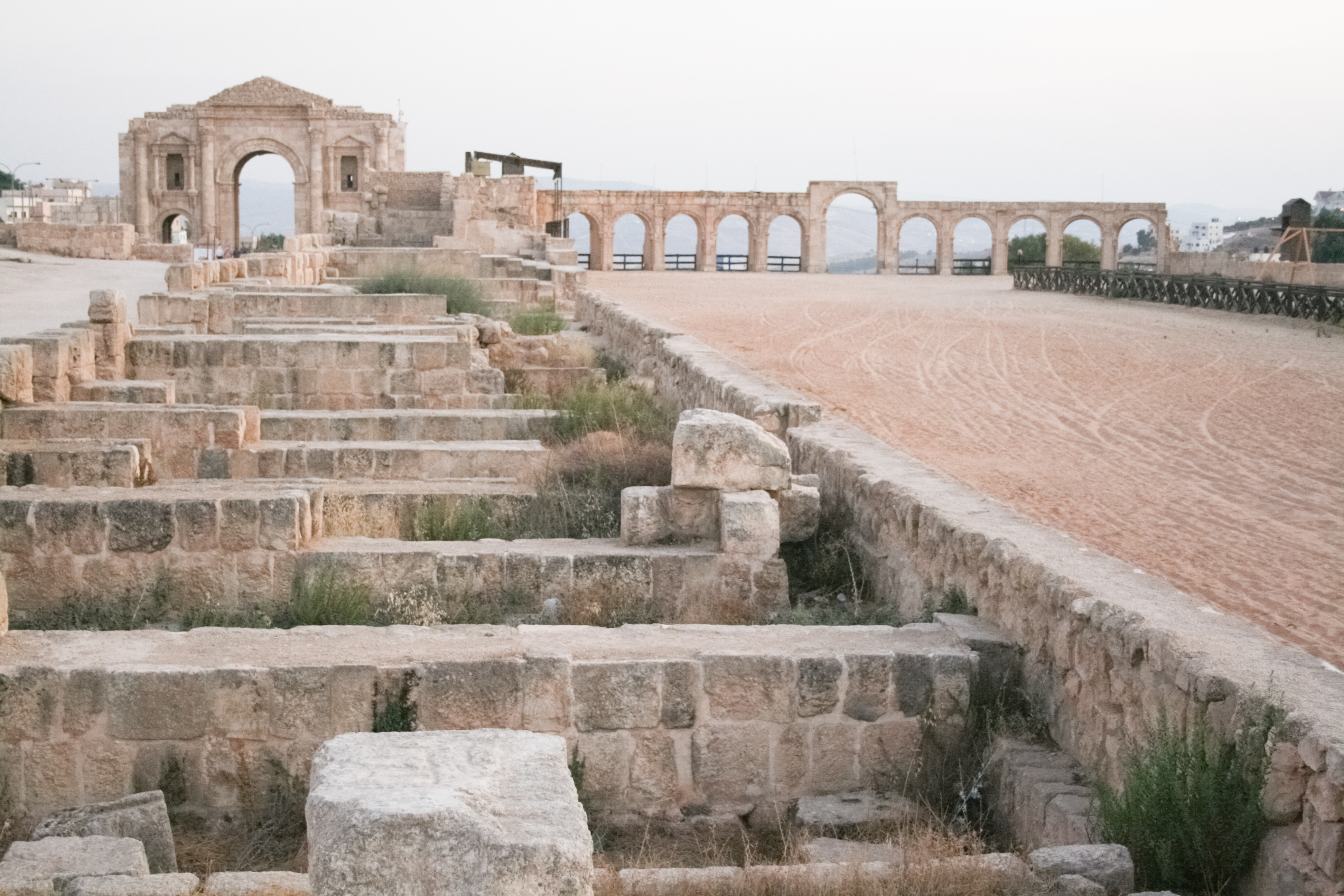
Arco di Adriano, con sulla destra l'ippodromo

La sua funzione nell'antichità non è del tutto chiara: alcuni studiosi pensano che il foro fosse il centro commerciale della città, altri lo ritengono invece un luogo di culto o un'area sacra di fronte al Tempio di Zeus; in base alle differenti interpretazioni il piedistallo al centro sarebbe un altare o il basamento di una statua, che comunque, nel VII secolo, divenne una fontana, di cui, sotto al podio, si può ancora vedere l'impianto idraulico.

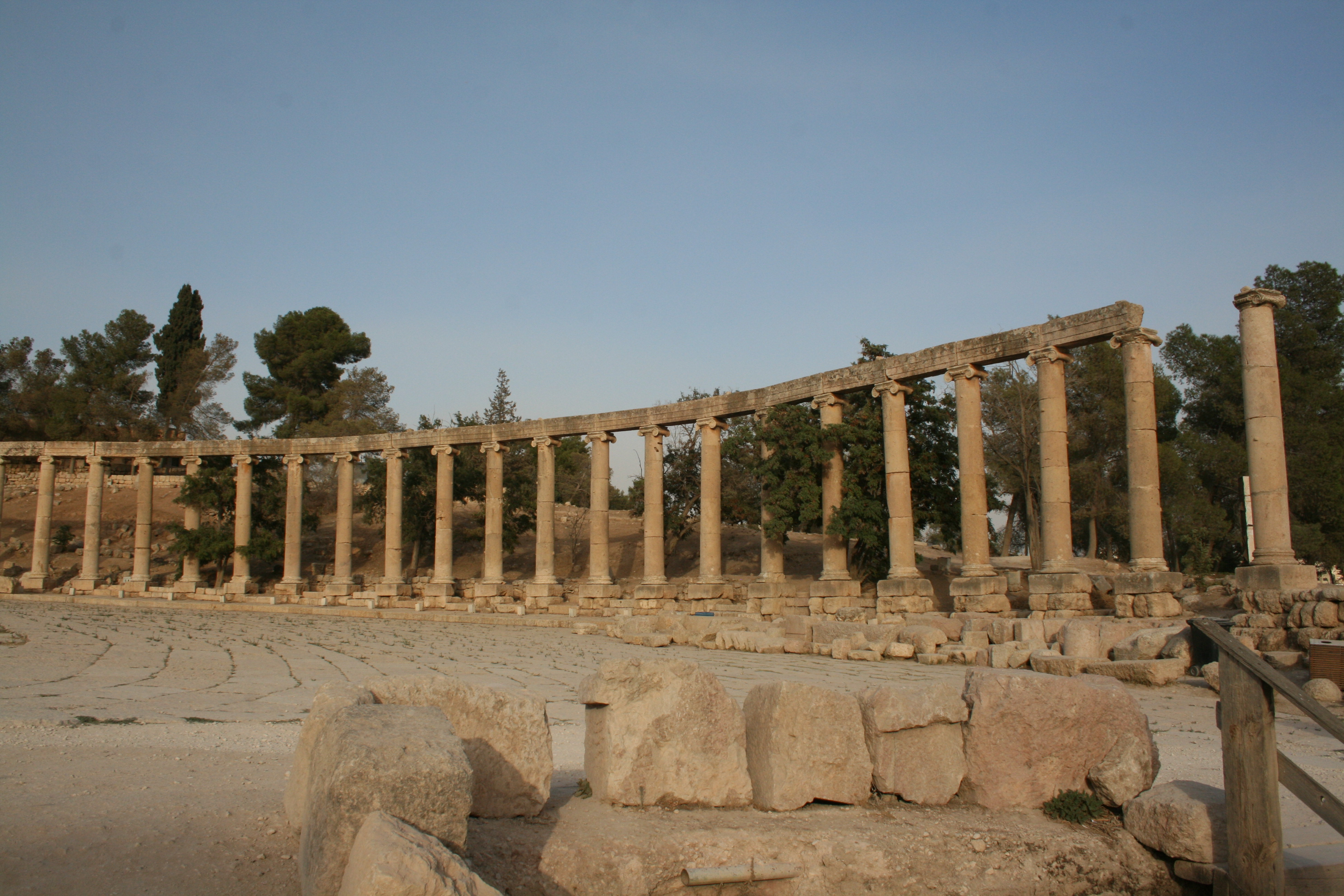
Il foro di forma ovale
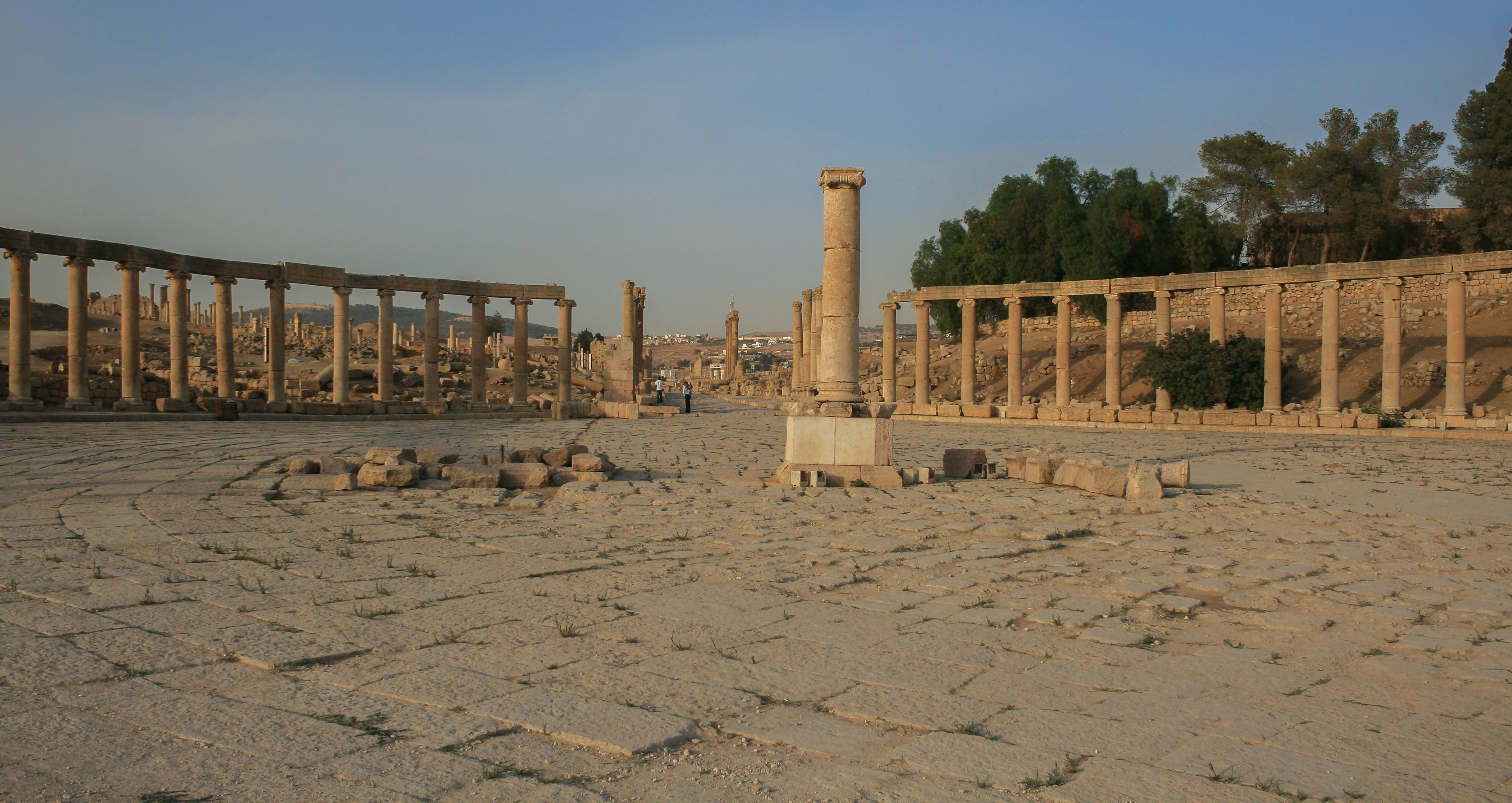
Il foro ovale ed il cardo massimo
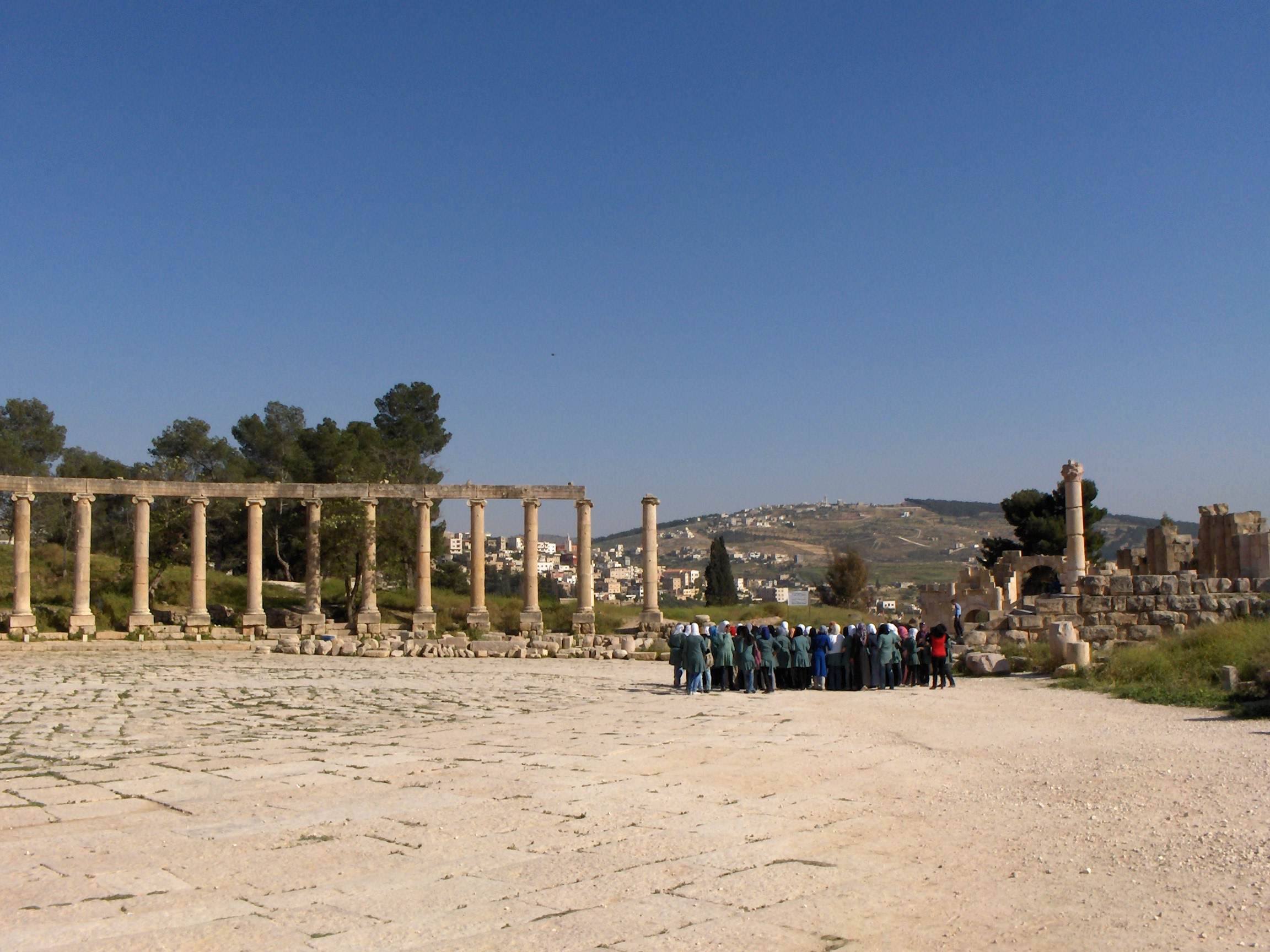
Il foro ovale e la porta sud
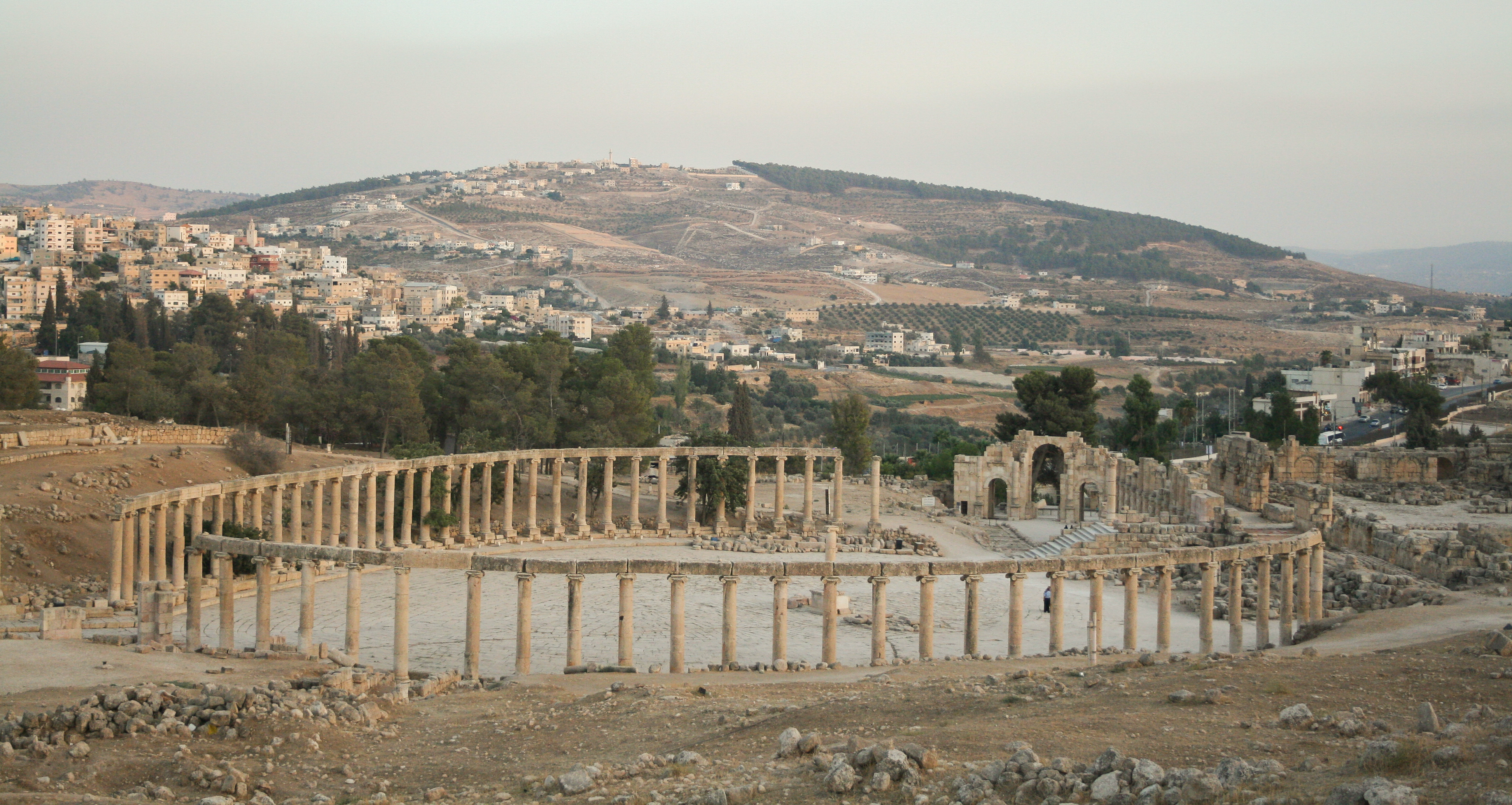
Il foro ovale con alle spalle la città attuale

### Tempio di Zeus
Dal foro una scalinata con rilievi di tralci e melograni conduce alle rovine del Tempio di Zeus, del 162 d.C., costruito su un preesistente santuario romano. Il complesso si compone del tempio vero e proprio e da una sottostante area sacra, un cortile costruito su un porticato a volta per compensare la conformazione del terreno; in questo cortile sacro (temenos), con un recinto di 80 × 35 m, che domina il sottostante foro ovale era situato l'altare per i sacrifici. Il tempio poggiava su una base colonnata di 80 × 35 m.
Di tutto l'edificio rimangono solo alcune colonne di cui tre del peristilio; i massicci muri della cella del dio sono invece stati distrutti da un terremoto, come il resto del tempio.
Gli scavi condotti da una missione francese hanno riportato alla luce fregi ispirati alle espressioni artistiche dei Nabatei.

### Arco di Adriano
Posto a sud della città, a 250 m prima delle mura, l'arco ha dimensioni imponenti: 37 m di larghezza e 13 m di altezza. Fu eretto in onore dell'imperatore Adriano in visita alla città durante l'inverno del 129-130 d.C. Alla base di ogni pilastro son scolpite ghirlande di foglie d'acanto. I tre archi erano dotati di tre portali in legno di cui oggi rimangono solo le cornici in pietra.

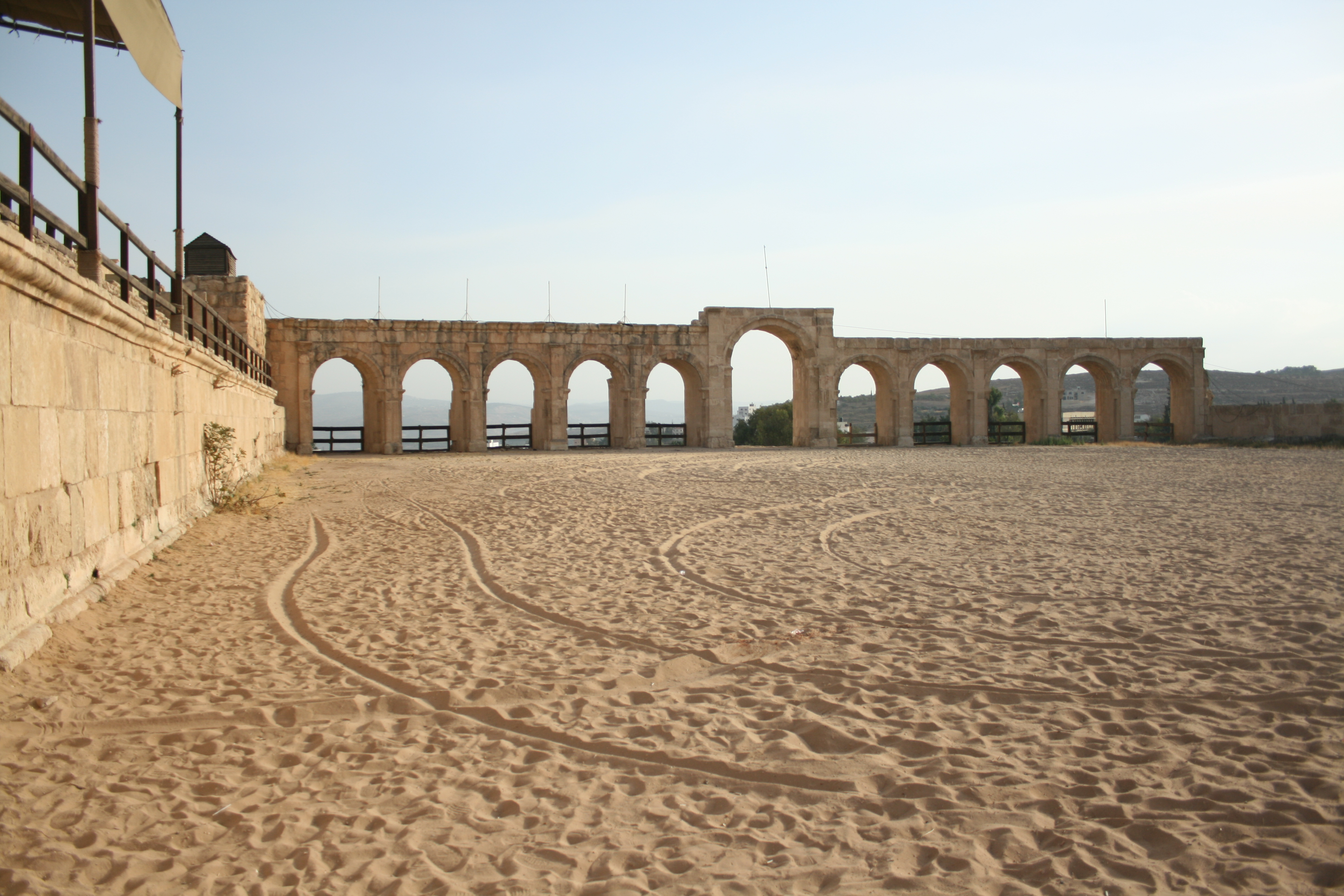
L'ippodromo

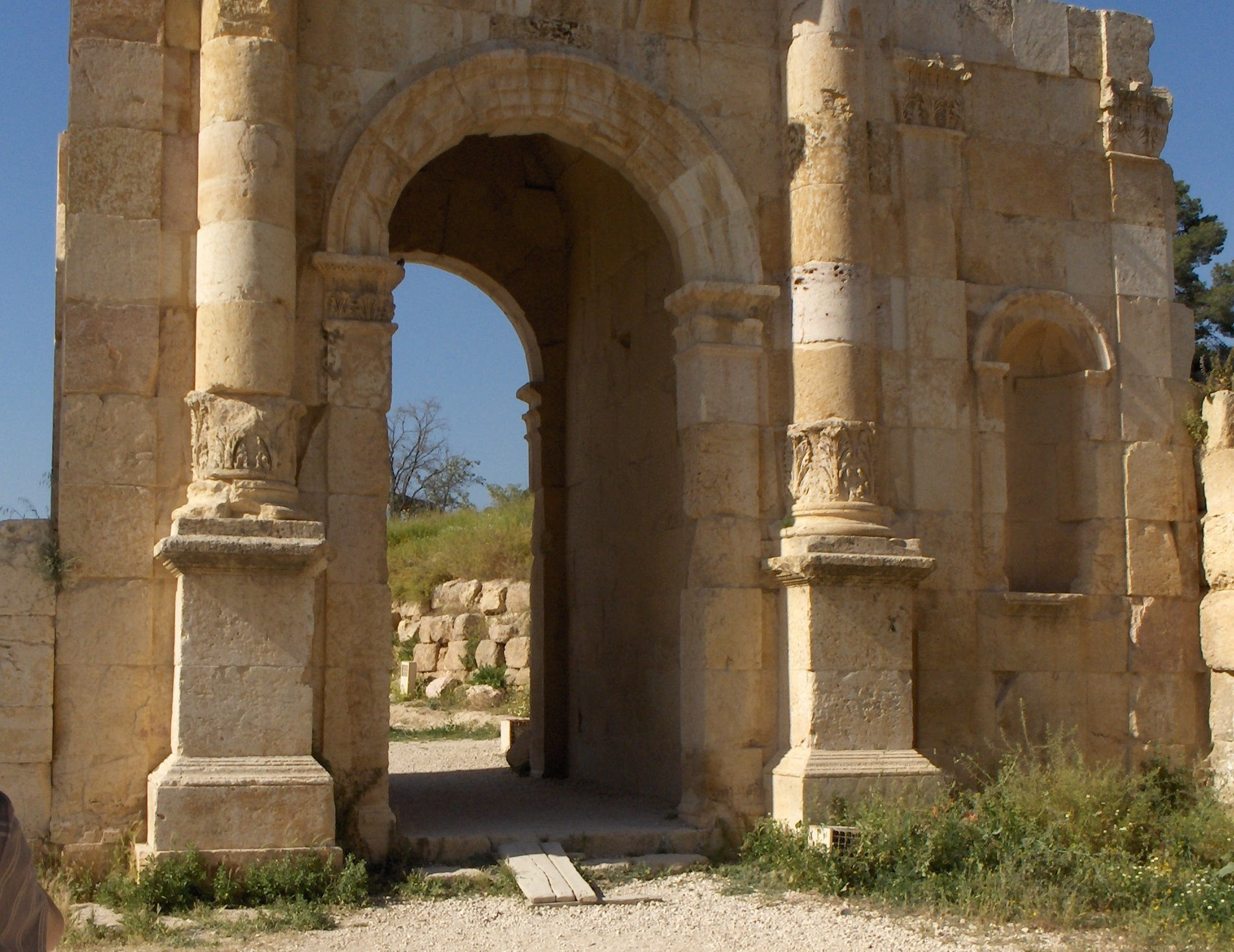
La porta meridionale

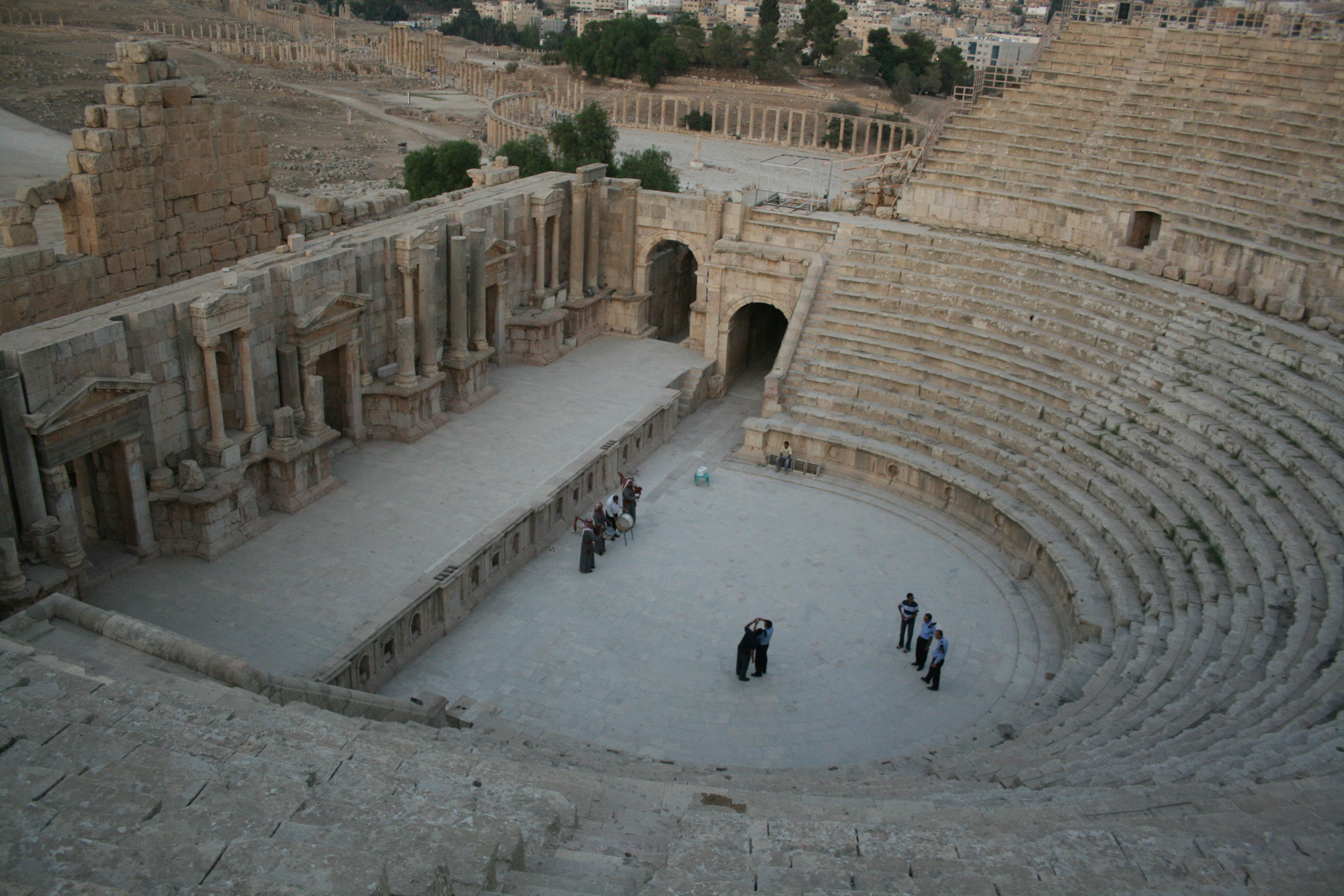
La scena del teatro meridionale

L'arco avrebbe dovuto costituire la nuova porta sud della città di Gerasa, ma l'area compresa tra l'arco e l'attuale porta sud non venne mai completata.

### L'ippodromo
Accanto all'arco di Adriano, costruito tra il I secolo ed il III secolo, poteva ospitare sino a 15 000 spettatori, era di notevoli dimensioni (244 × 50 m) e vi si tenevano gare di atletica e di corse di bighe. All'interno vi erano le stalle, i cui resti sono stati portati alla luce da recenti scavi.
L'ippodromo è stato restaurato e, ogni giorno viene offerto uno spettacolo di corsa delle bighe.

### Porta meridionale e mura
A 250 metri dall'arco di Adriano, eretta nel corso del II secolo, era una delle quattro porte della città. Come l'arco di Adriano alla base di ogni pilastro son scolpite ghirlande di foglie d'acanto e gli archi erano dotati di portali in legno di cui oggi rimangono solo le cornici in pietra.

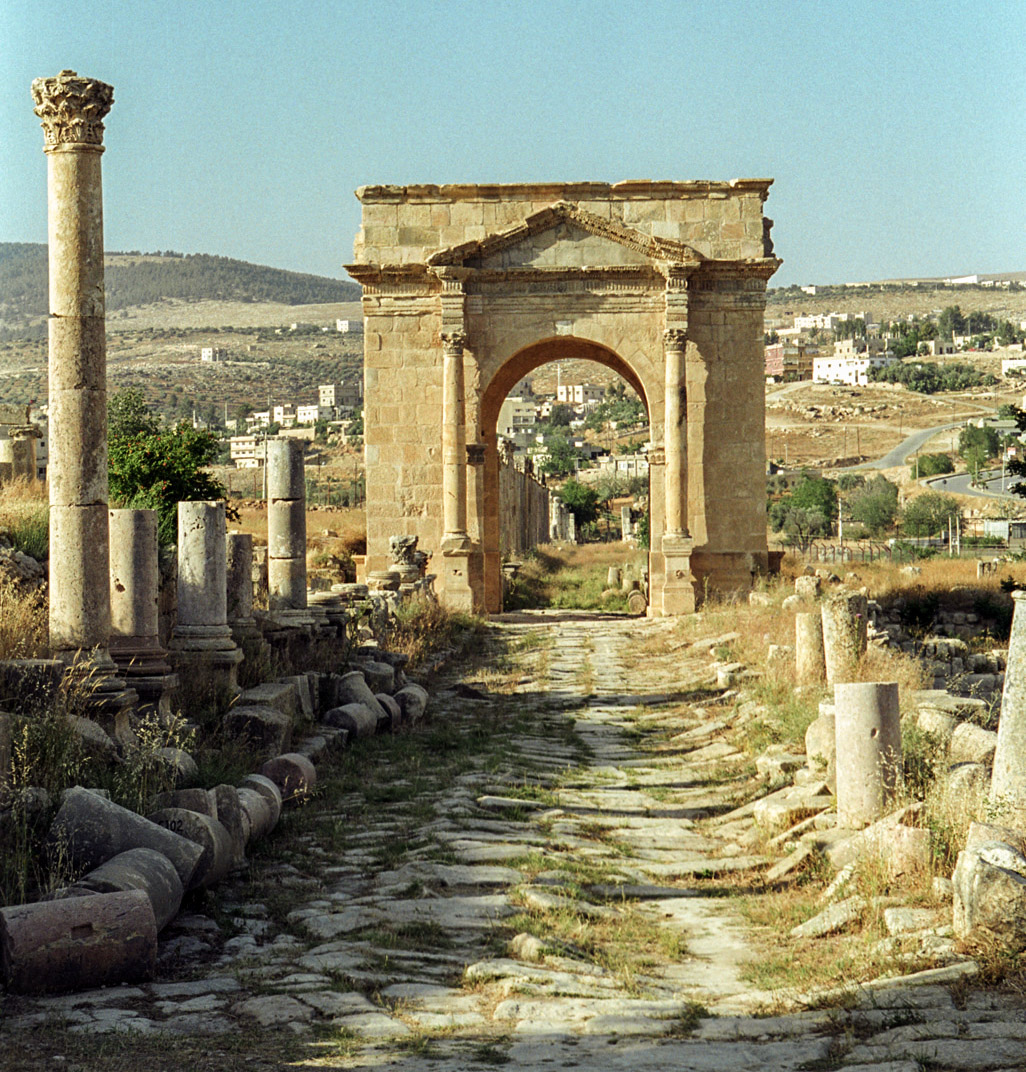
Tetrapylon settentrionale, con sullo sfondo la porta nord

Le mura furono costruite sempre in quello stesso periodo, ma con l'espandersi della città il perimetro venne ampliato più volte nei secoli successivi. Gran parte di ciò che rimane oggi delle mura e delle torri di guardia, circa 3,5 chilometri spesse tre metri, sono del periodo bizantino.

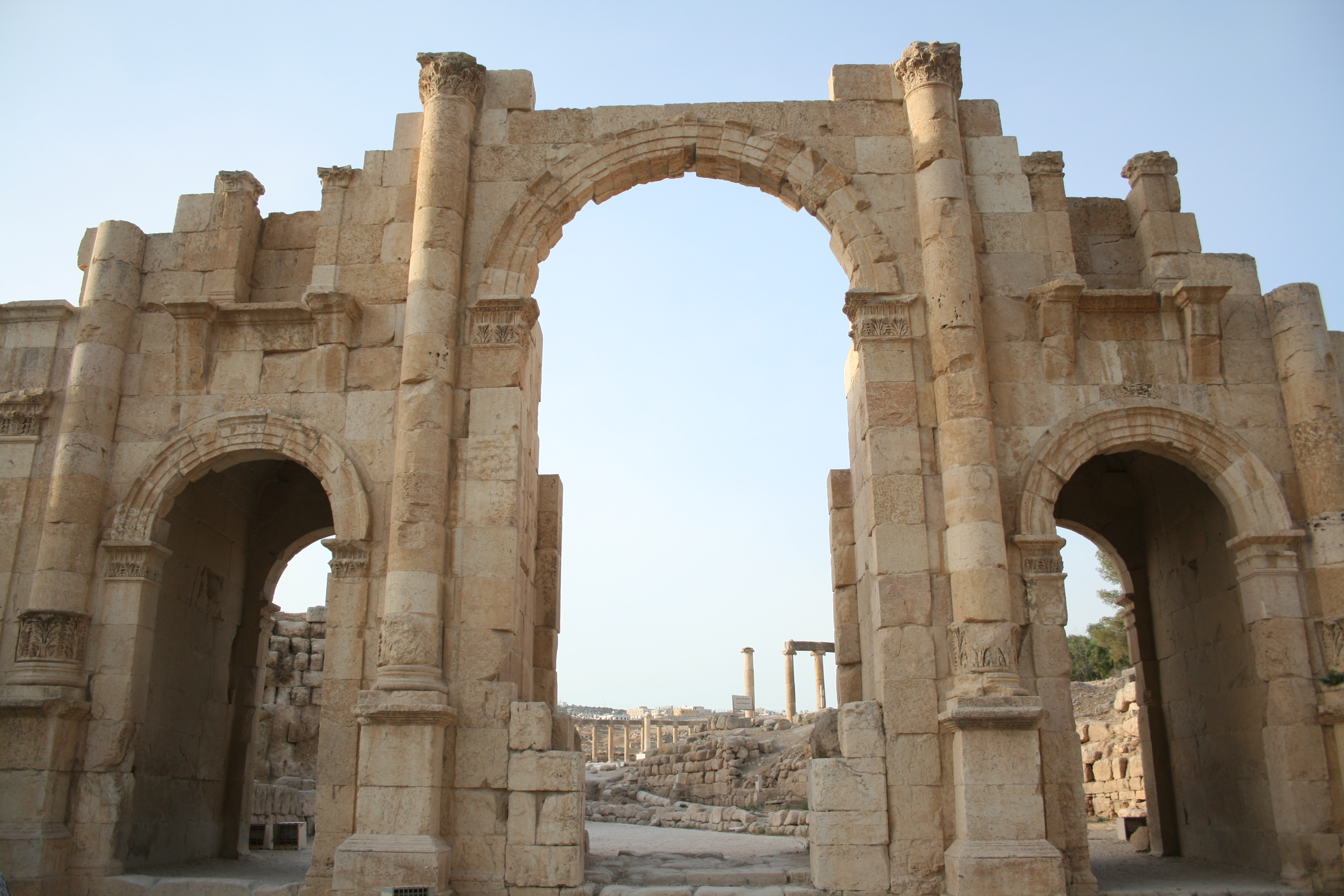
La porta meridionale
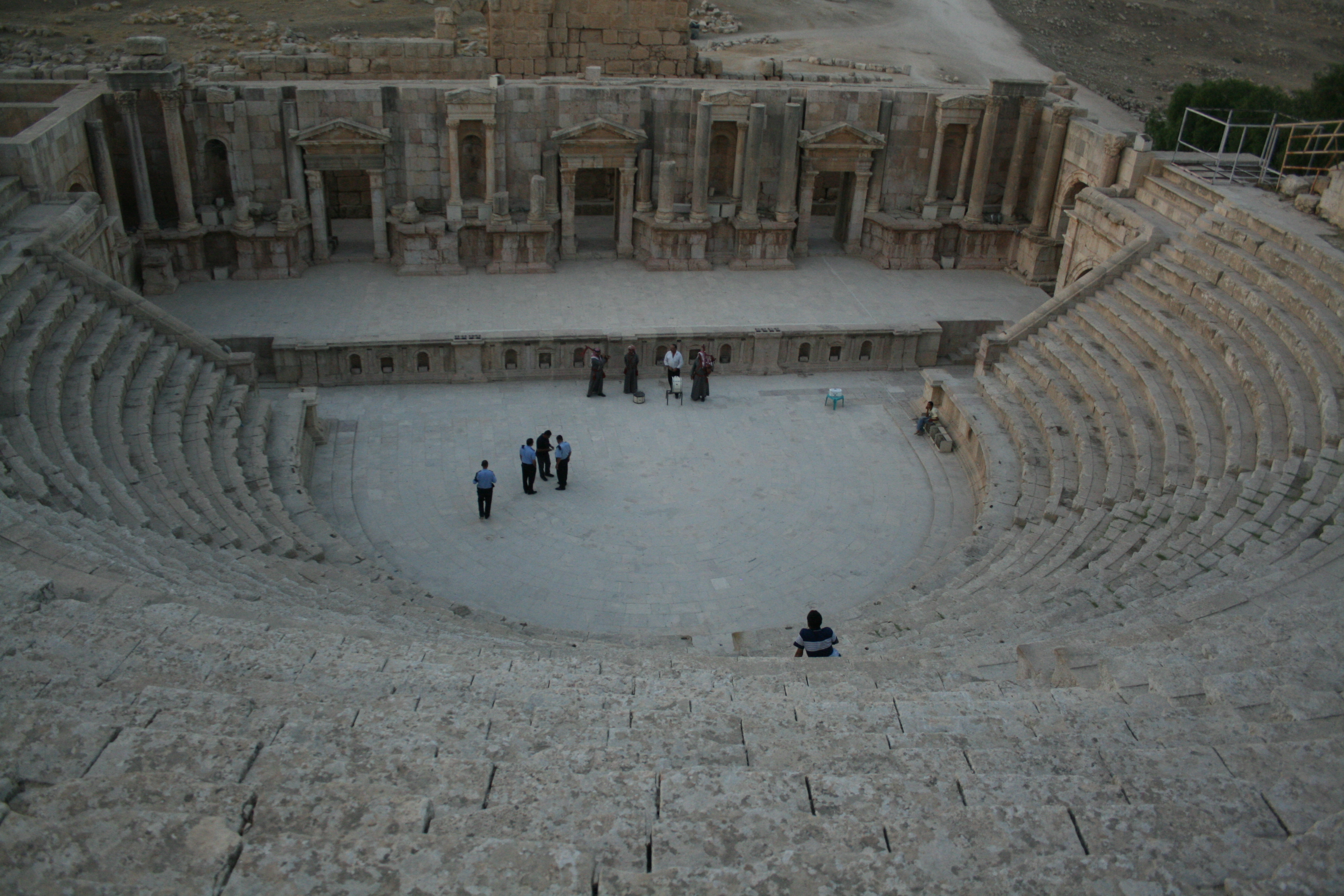
La cavea del teatro meridionale
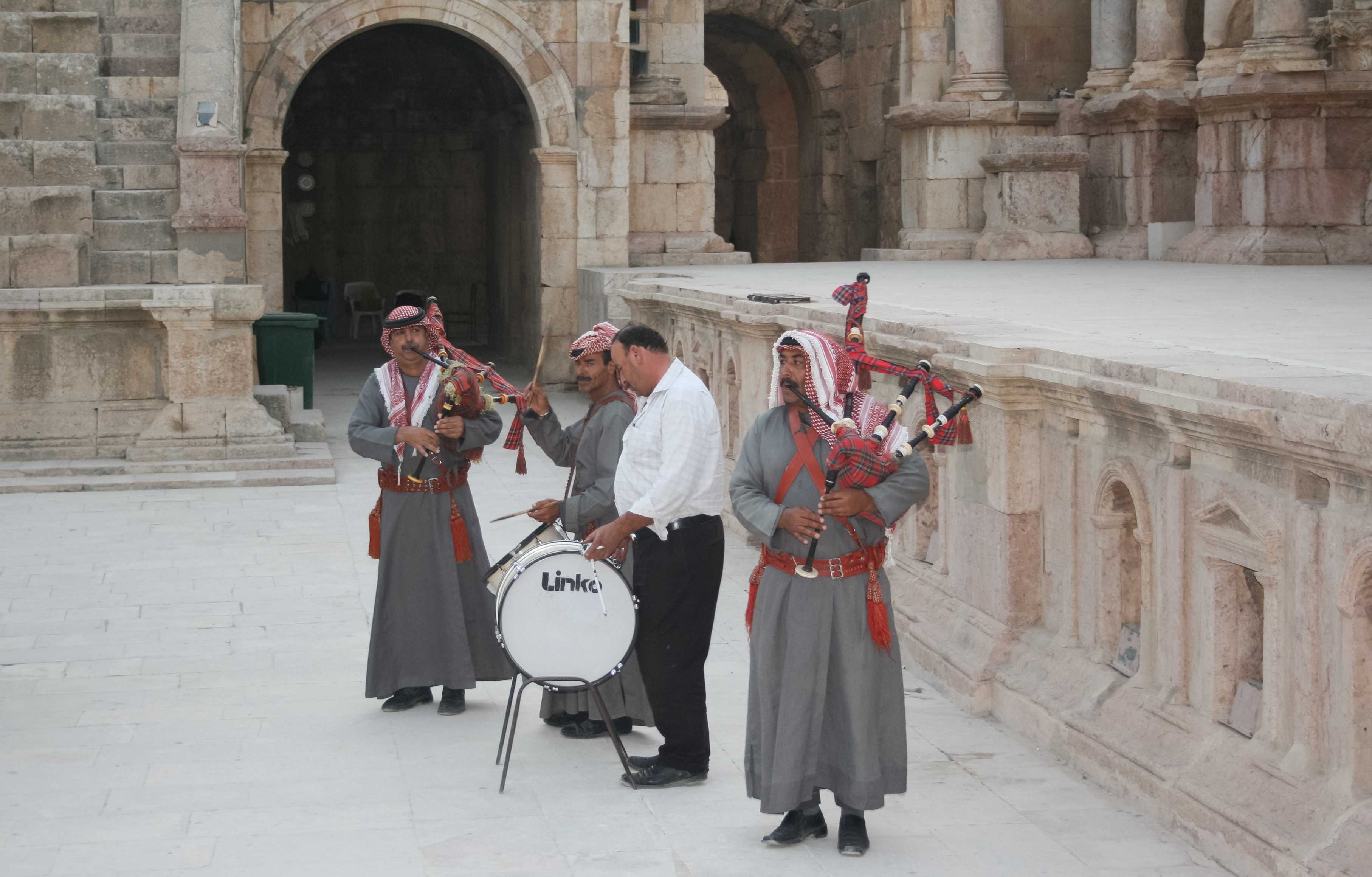
L'orchestra del teatro meridionale

### Teatro meridionale

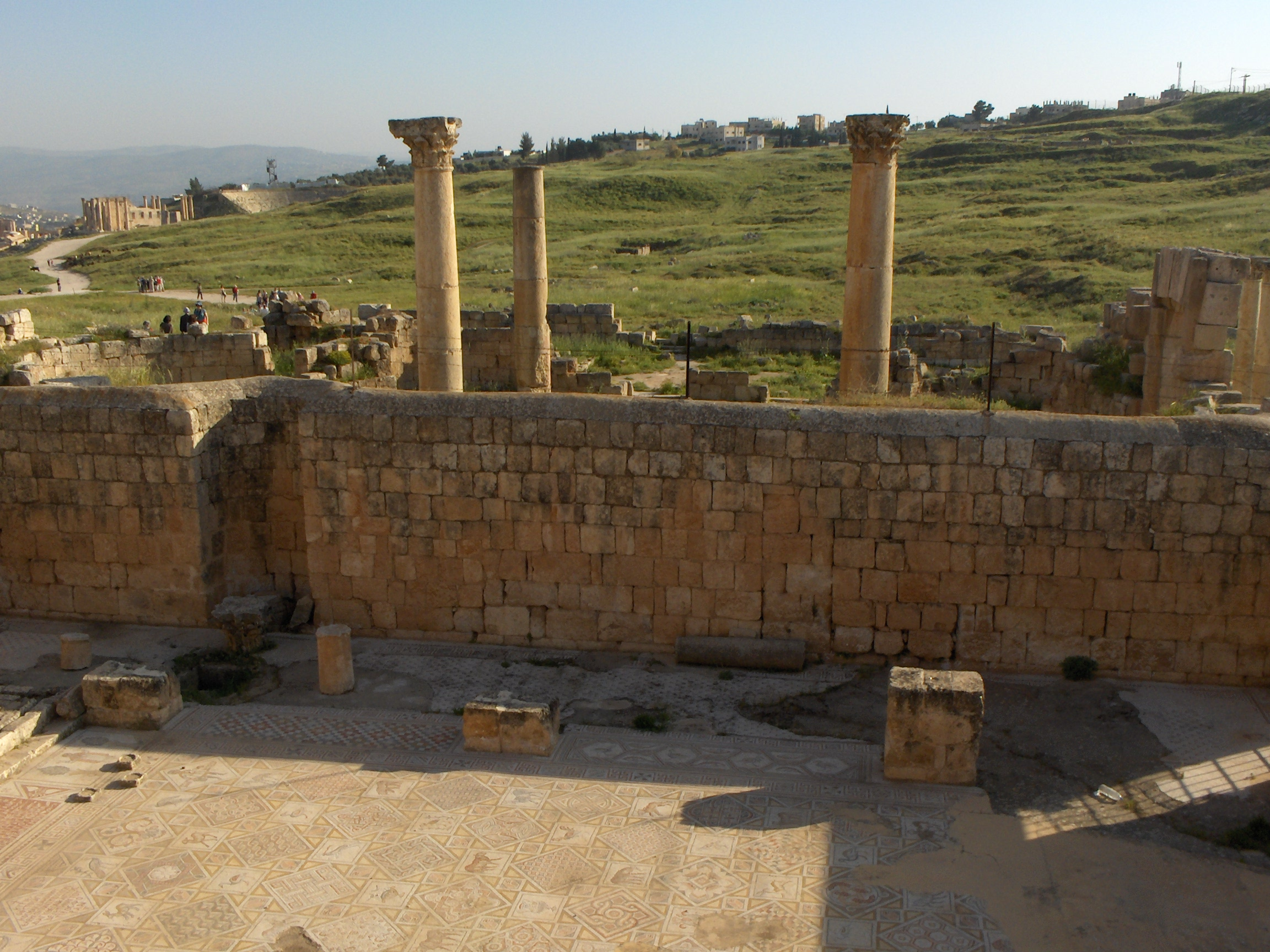
Le colonne della chiesa di San Giovanni Battista, in primo piano il mosaico della chiesa dei Santi Cosma e Damiano e in secondo piano la chiesa di San Giorgio

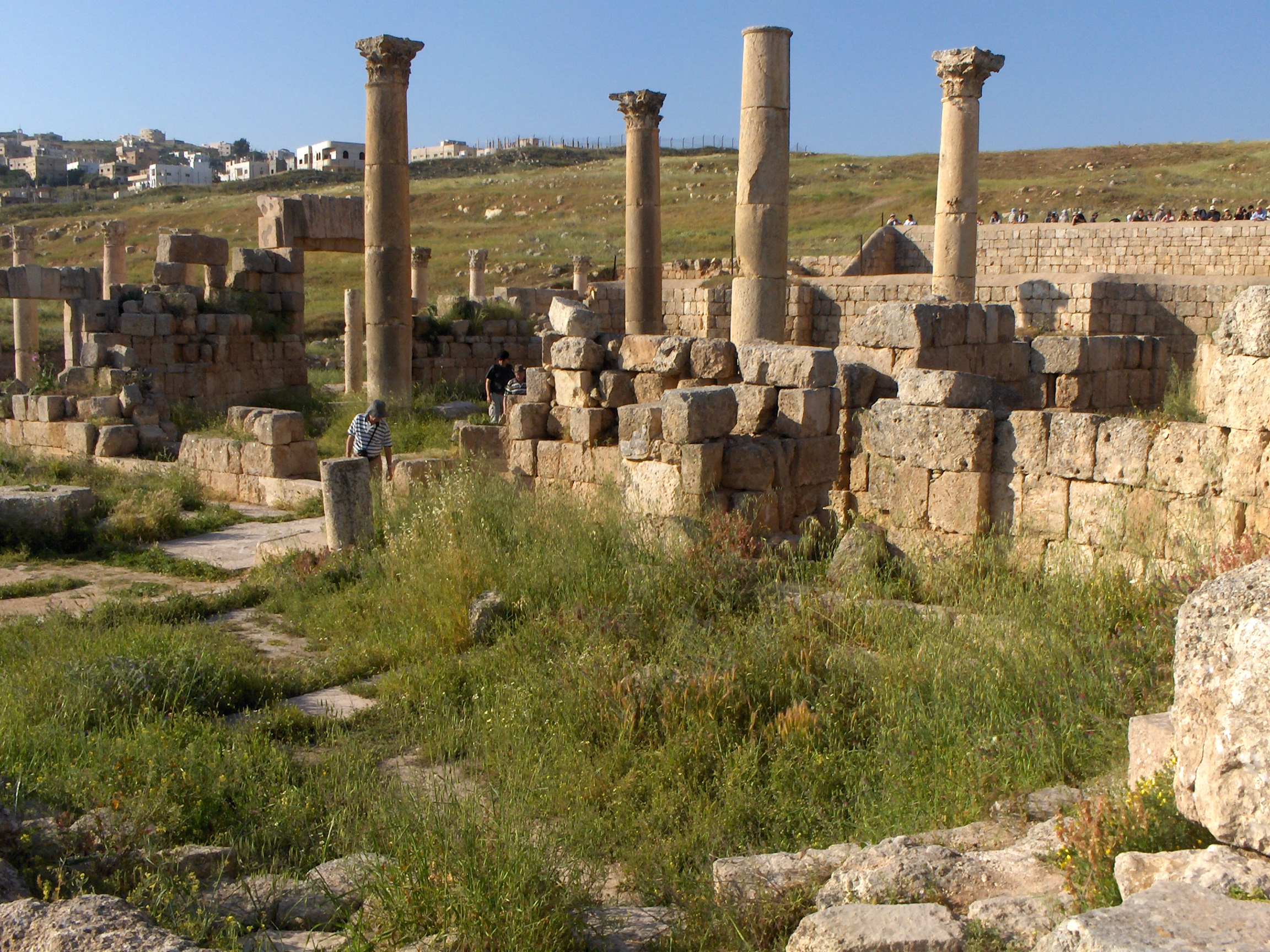
In primo piano la chiesa di San Giorgio, le colonne della chiesa di San Giovanni Battista e la parete laterale della chiesa dei Santi Cosma e Damiano

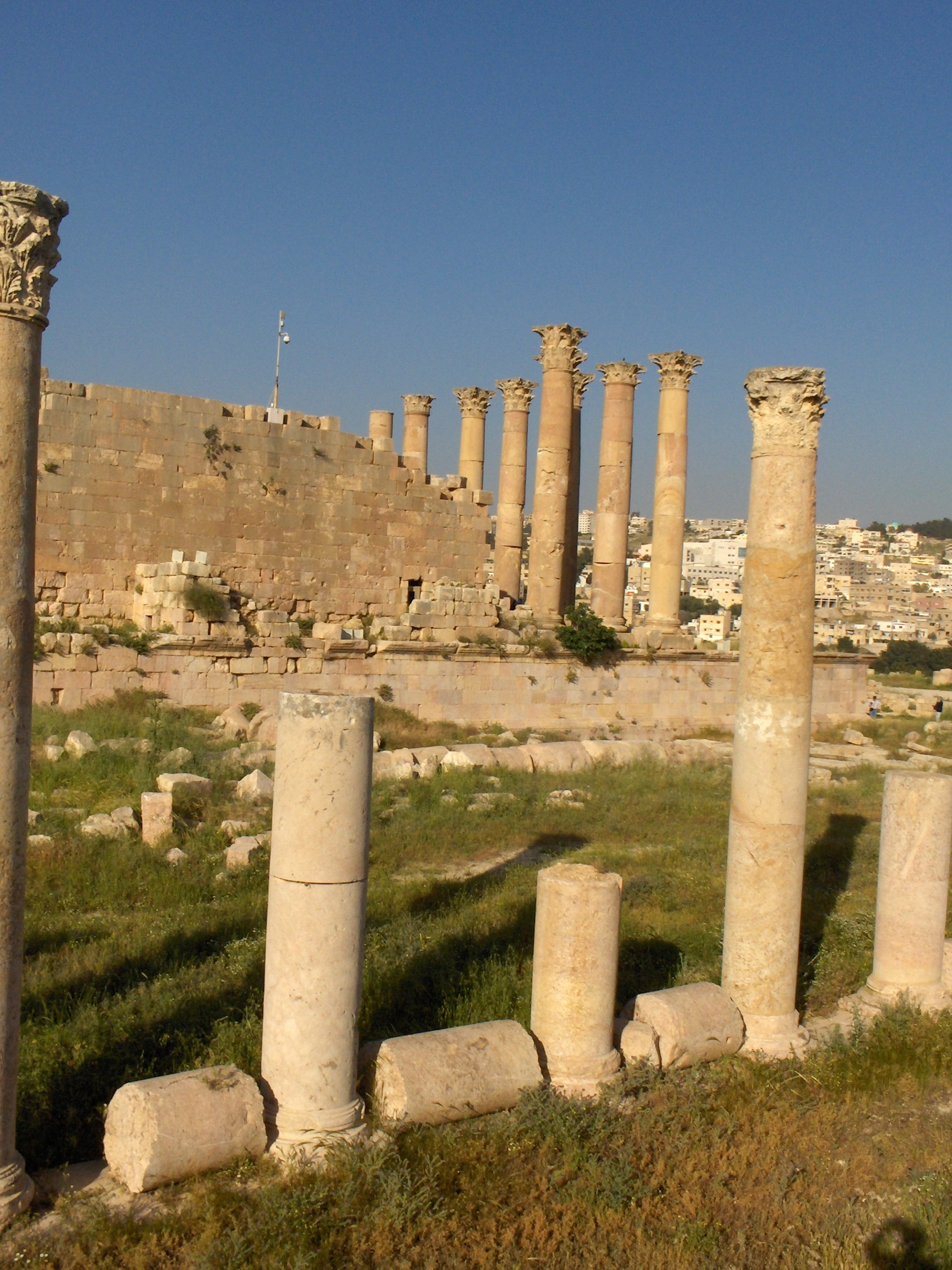
I resti della cattedrale con alle spalle il tempio di Artemide

Situato alle spalle del tempio di Giove, fu costruito tra l'81 e il 96 e poteva ospitare circa 5 000 spettatori distribuiti su due piani. Solo il primo piano è ancora in piedi e sfoggia 32 file di posti, di cui alcuni ancora segnati coi numeri greci. Il palcoscenico, a due livelli, porte delle belle decorazioni. Dalla sommità del teatro si ha un'ottima vista delle rovine e della città moderna.
L'acustica del teatro è ancora ottima e la si può constatare quando suonano le cornamuse della banda militare giordana.

### Cardo massimo, Macellum, tetrapilon meridionale e tetrapylon settentrionale
Il cardo massimo, strada colonnata, è la via principale della città, lunga 800 metri, dal foro ovale alla porta nord, e conserva ancora la pavimentazione originale, in cui si vedono ancora i solchi dei carri e gli scolo dell'acqua. Le 500 colonne ai lati della strada, che sono state restaurate negli anni 60 del secolo scorso, avevano altezze diverse per adattarsi alle facciate dei palazzi che sorgevano alle loro spalle. Poco prima di incrociarsi col decumano sud si trova l'ingresso dell'agorà o macellum, mercato cittadino della carne e del pesce, dal suggestivo cortile quadrilobato.
Nei due punti dove il cardo incrociava i decumani (sud e nord) vennero costruiti altrettanti tetrapyla. Quello meridionale era formato da quattro basamenti che sorreggevano, ciascuno, quattro colonne, sormontate da un piano con sopra una statua (oggi si vedono le basi mentre le colonne sono in fase di restaurazione), mentre il tetrapylon settentrionale, che ha l'aspetto di un arco è stato restaurato, nel 2000, ed era dedicato alla moglie dell'imperatore Settimio Severo.

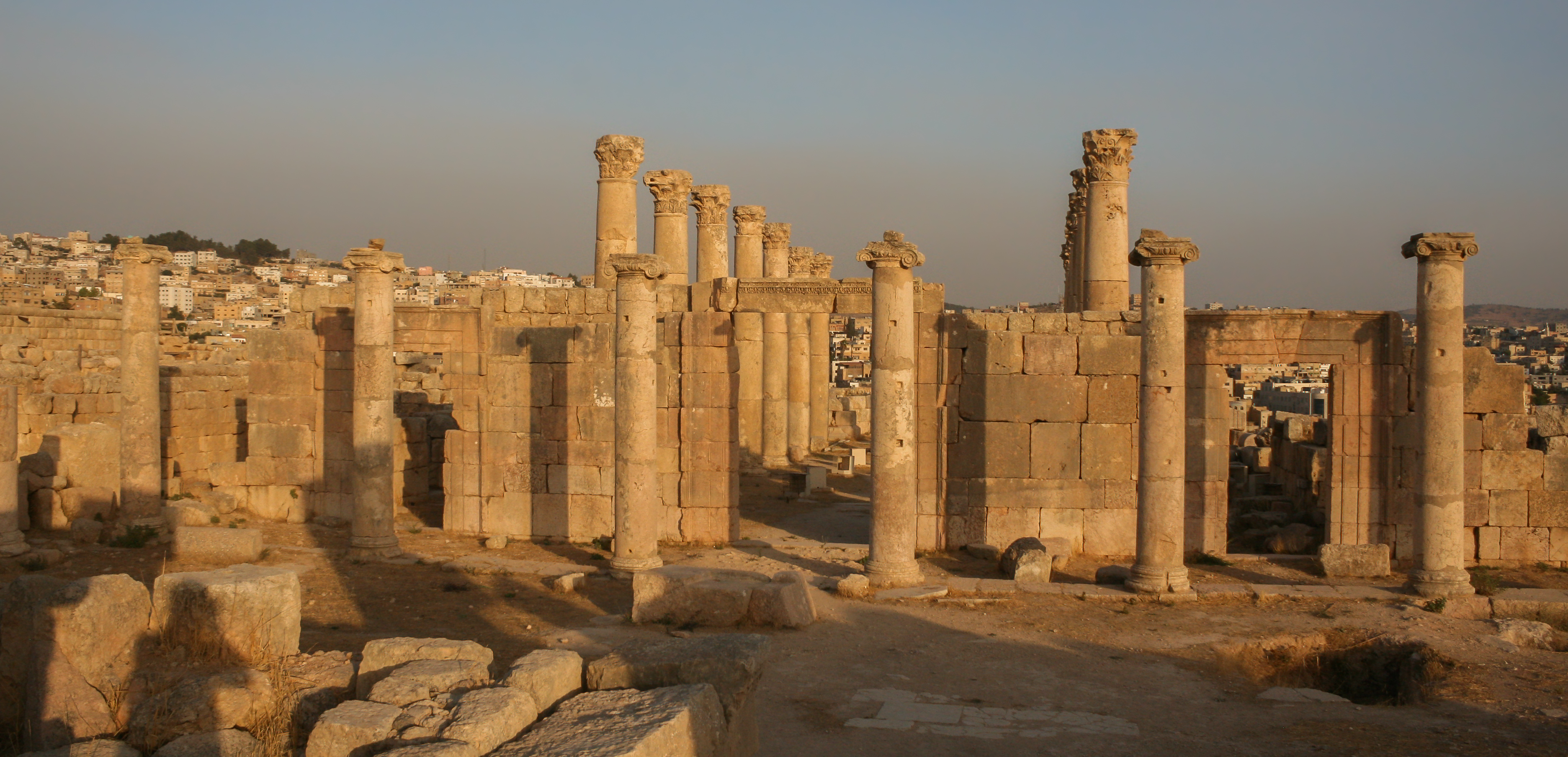
Il cardo massimo
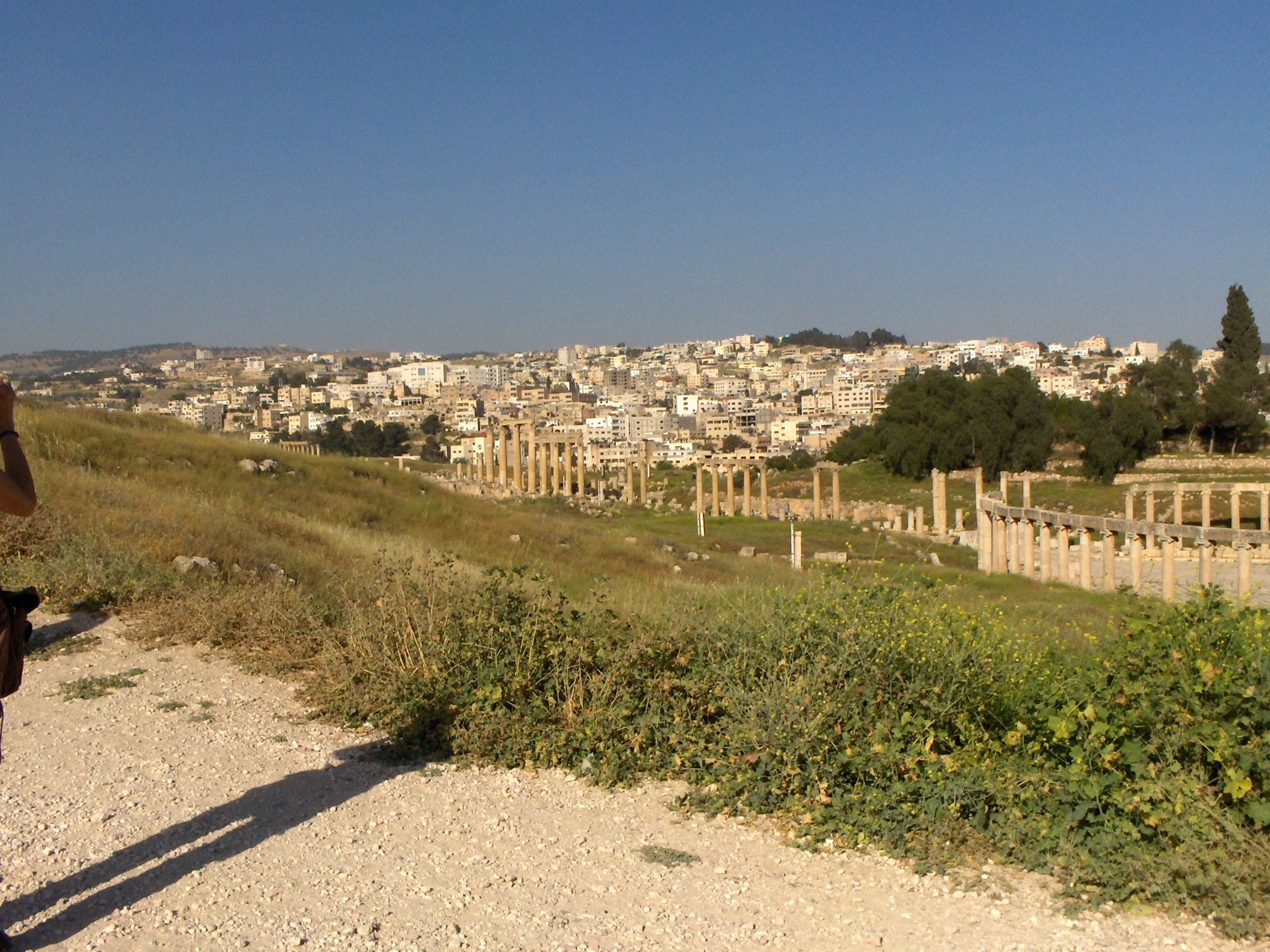
Il cardo massimo ed il foro ovale, con alle spalle la città nuova
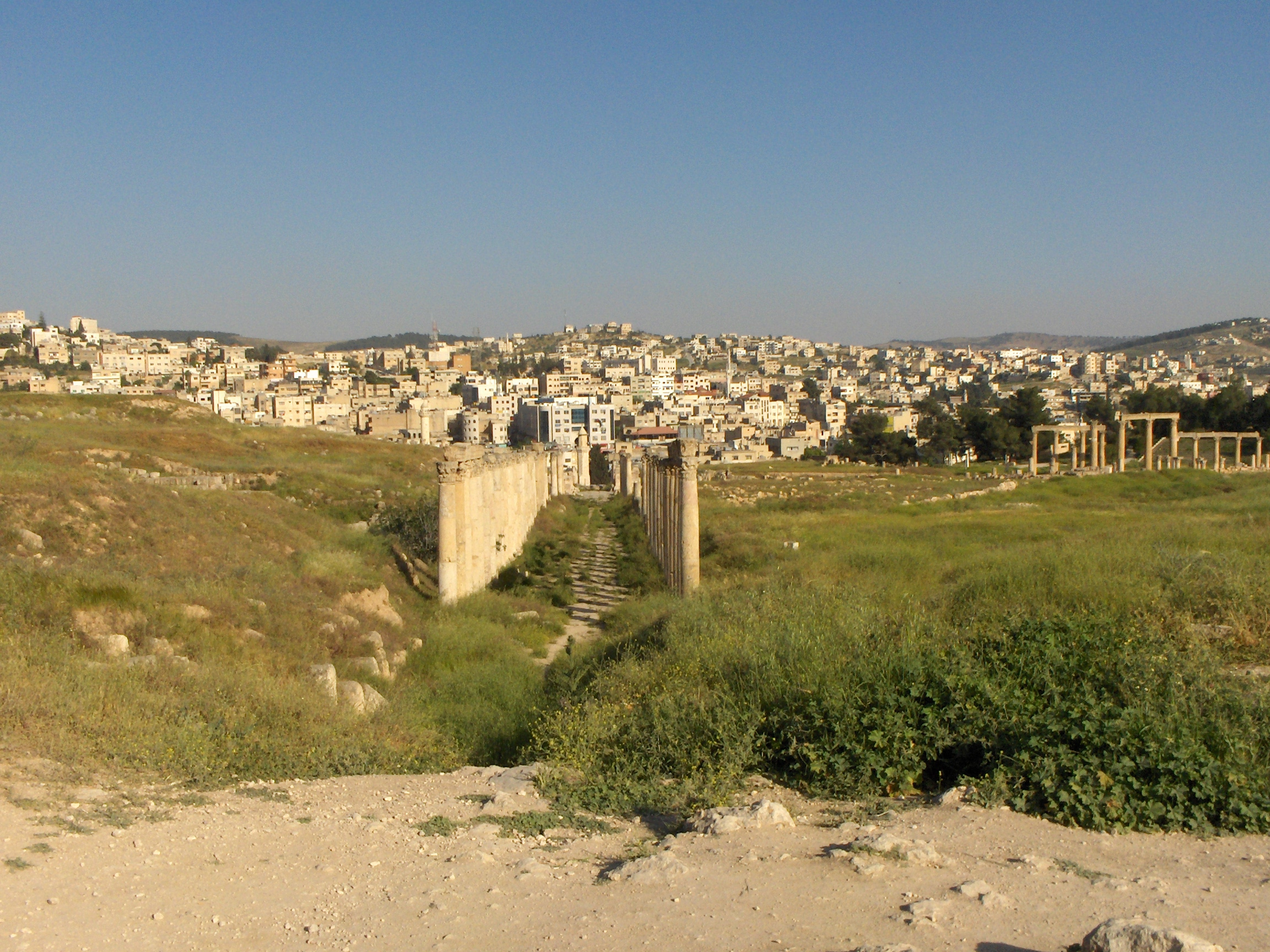
Il decumano meridionale
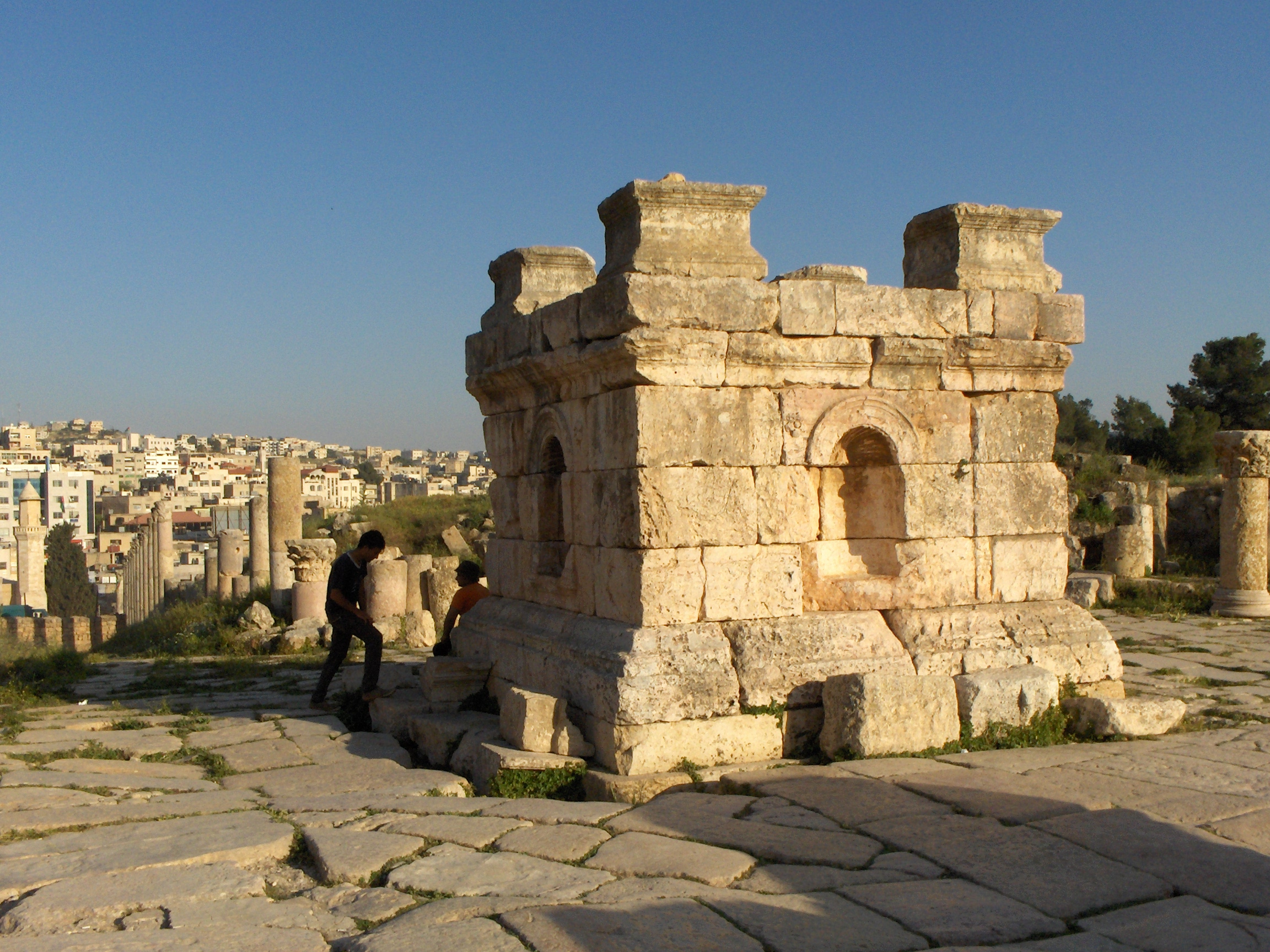
Il tetrapylon meridionale

### Complesso delle tre chiese bizantine
Sono tre chiese costruite una a fianco dell'altra, nella parte alta della città:
- la chiesa di San Giorgio fu edificata nel 530, e fu frequentata dai fedeli sino all'VIII secolo, essendo stata risparmiata dai terremoti, ma durante il periodo degli omayyadi i suoi mosaici furono depredati,
- la chiesa di San Giovanni Battista fu edificata nel 531 e aveva la forma a ferro di cavallo; nel corso dei secoli ha subito notevoli danni e dei suoi mosaici del pavimento rimangono solo alcune parti che rappresentano elementi vegetali e animali, il mutare delle stagioni ed alcune città dell'Egitto,
- la chiesa dei Santi Cosma e Damiano[5] fu consacrata nel 533, ed i suoi mosaici sono ancora in buone condizioni; la pavimentazione presenta figure zoomorfe figure geometriche e simboli medici. Diversi mosaici oggi sono al Museo delle Tradizioni popolari di Amman.

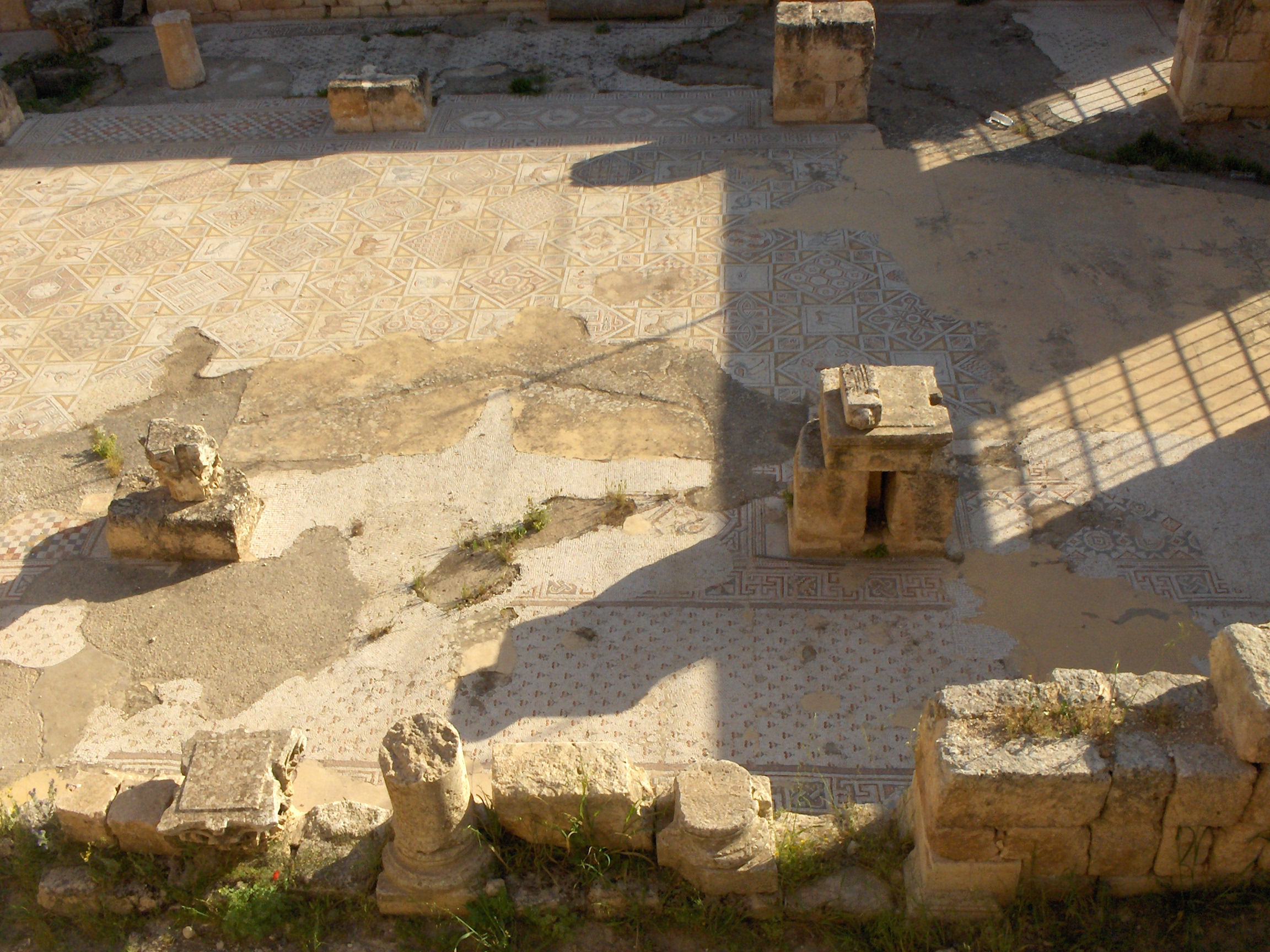
Mosaico della chiesa dei Santi Cosma e Damiano
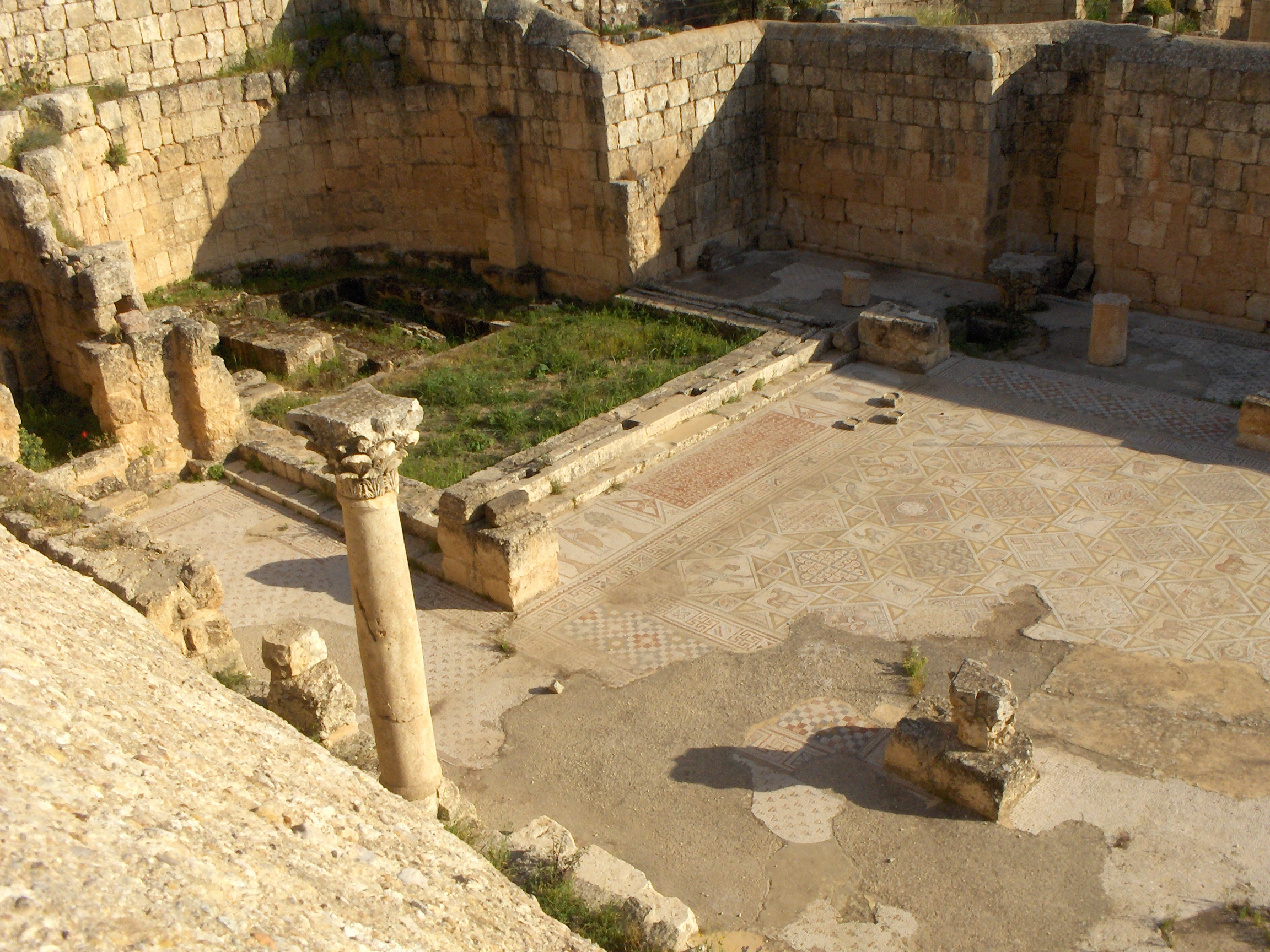
Abside della chiesa dei Santi Cosma e Damiano
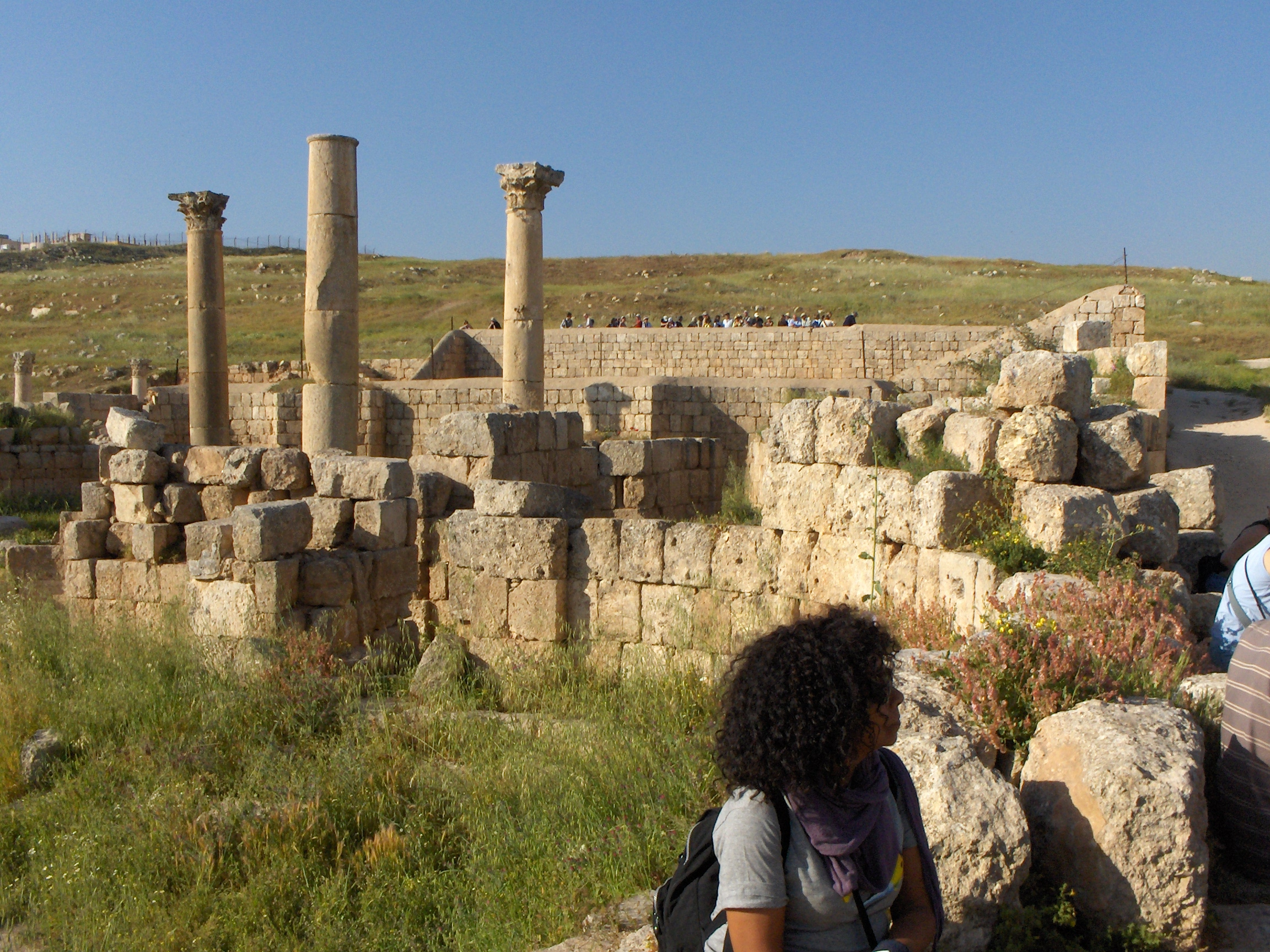
Chiesa di San Giorgio
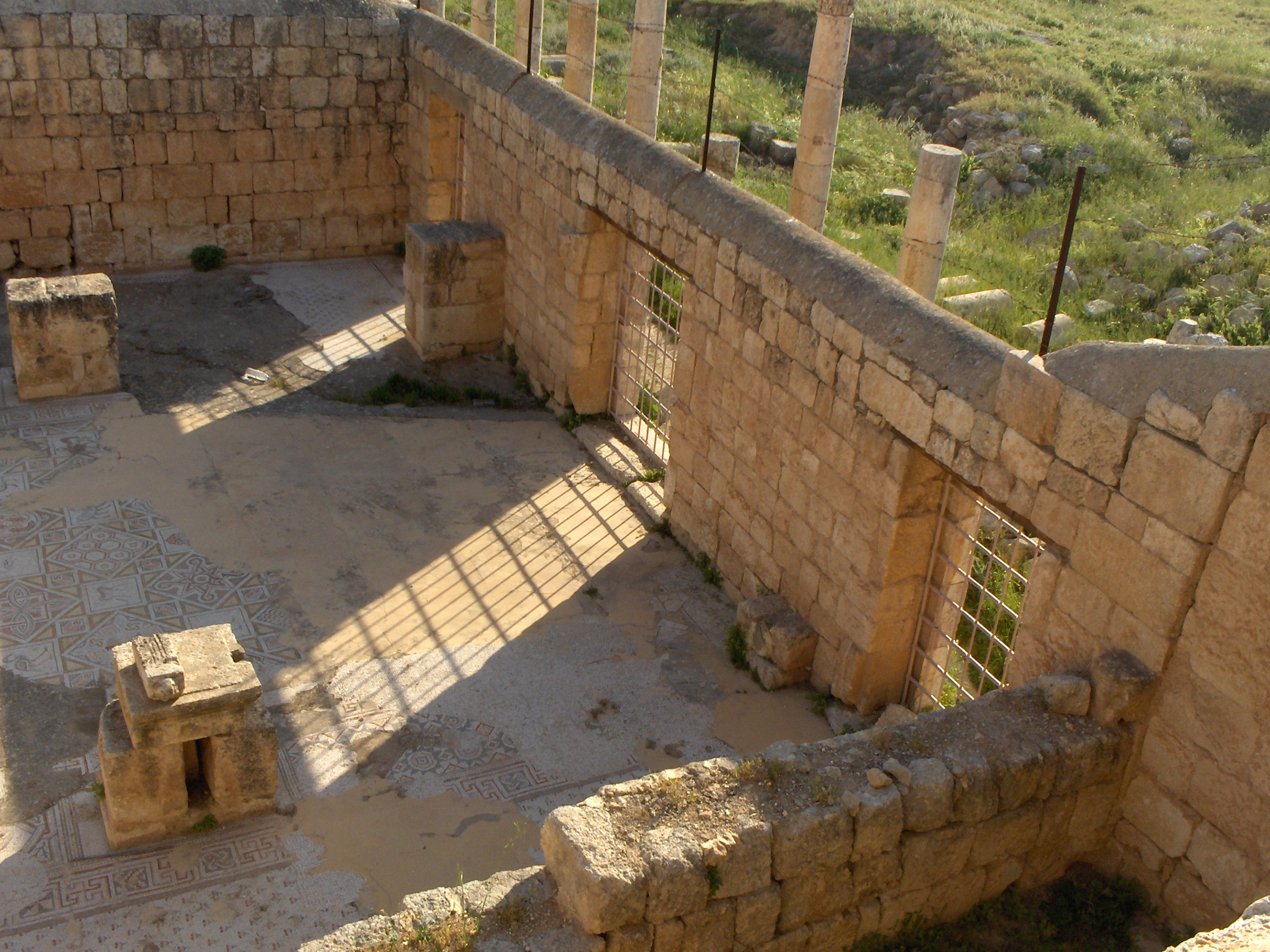
Chiesa dei Santi Cosma e Damiano

### Cattedrale
La cattedrale fu eretta nella seconda metà del IV secolo, sul sito dove sorgeva un tempio di Dioniso del II secolo, a sua volta costruito al posto di un tempio nabateo dedicato al dio Dushara; parti della scalinata e dell'ingresso del tempio di Dioniso si possono ancora vedere.
La cattedrale, col tempo è andata in rovina, ma le mura rimaste rendono l'idea di una grande struttura, un'imponente basilica a tre navate, a cui si accedeva attraverso un portale decorato da diverse sculture in marmo.

### Chiesa di San Teodoro
Sopra la cattedrale, a ovest, si trovano i pochi resti della chiesa di San Teodoro, costruita dai bizantini, nel 496, che era anch'essa un'imponente basilica.

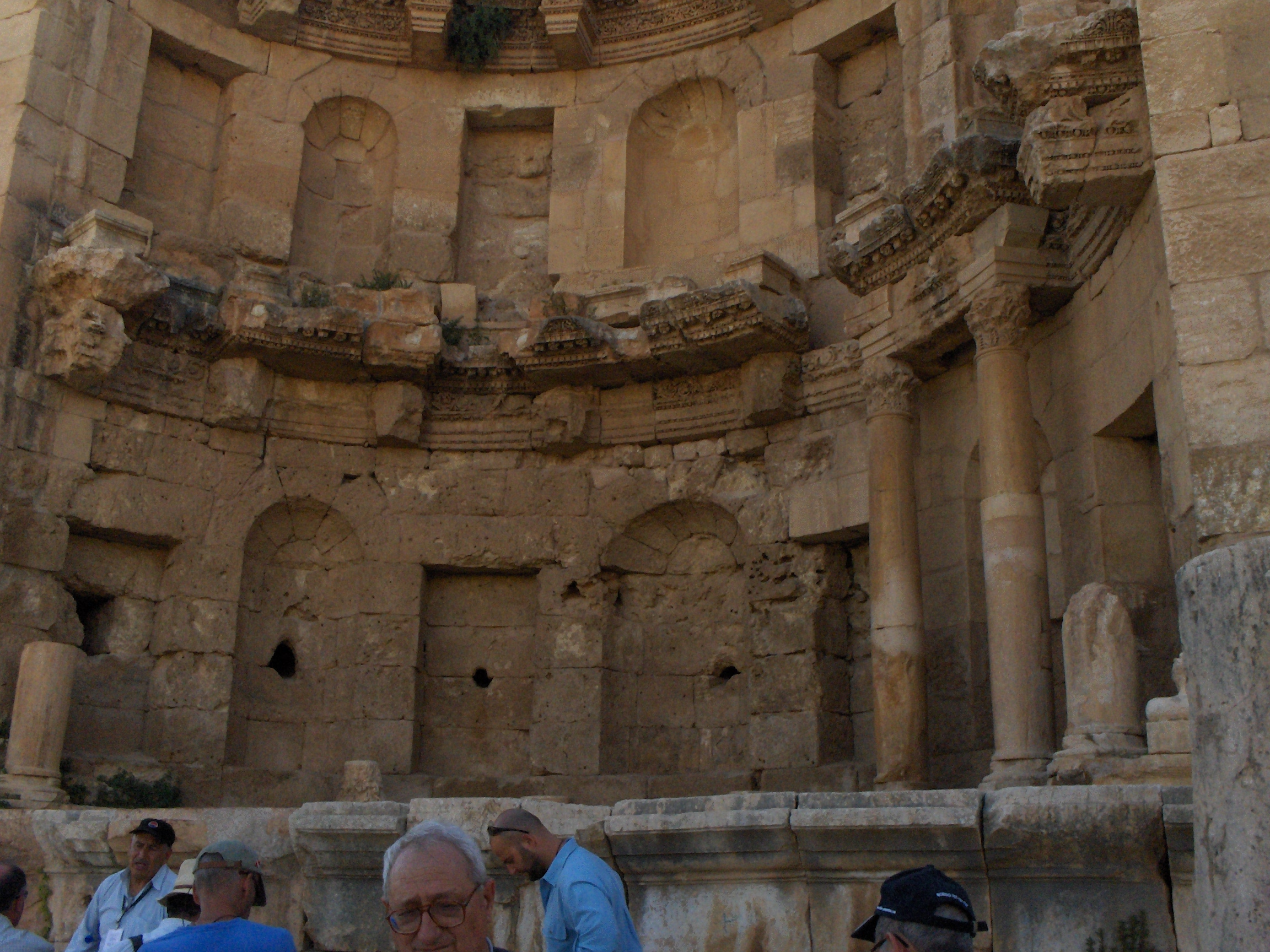
Il ninfeo

Dietro alla chiesa, si vedono i resti di un bacino quadrangolare, al centro di un piccolo atrio, che veniva chiamato il cortile della fontana e dove, in epoca bizantina, ogni anno veniva commemorato il miracolo delle nozze di Cana, quando Gesù, secondo i vangeli, trasformò l'acqua in vino.

### Ninfeo
La più importante fontana della città, che si trovava lungo il cardo massimo, era dedicata alle ninfe. Costruita nel 191, era molto decorata ed era a due piani: il piano inferiore rivestito in marmo, quello superiore intonacato, il tutto coronato da una semicupola, da cui cascava l'acqua che si raccoglieva in una grande piscina, da cui defluiva nella strada sottostante attraverso le teste di sette leoni.
Della semicupola a forma di conchiglia restano ancora i capitelli che sostenevano il soffitto.

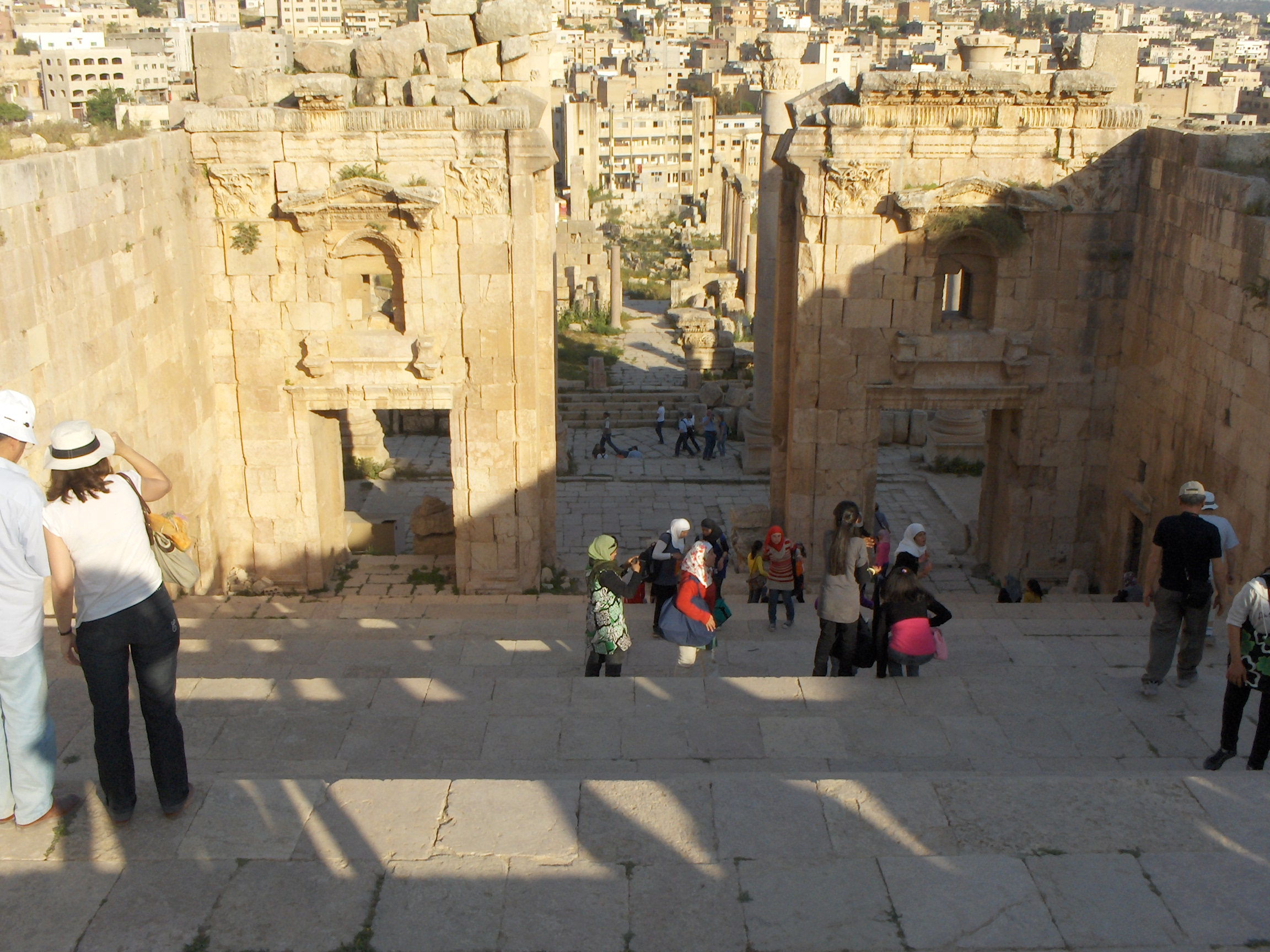
I propilei del tempio di Artemide
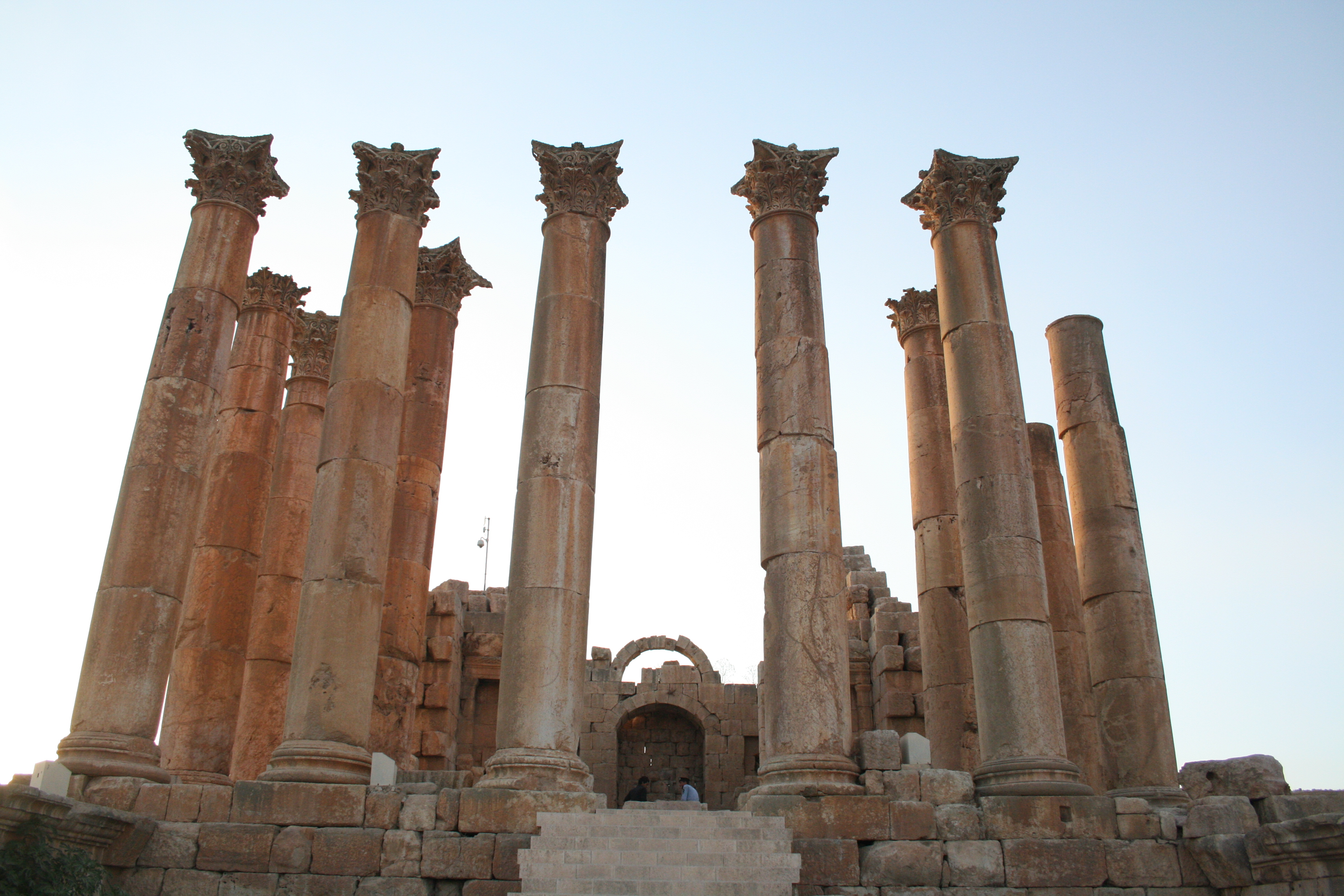
Le undici colonne del tempio di Artemide
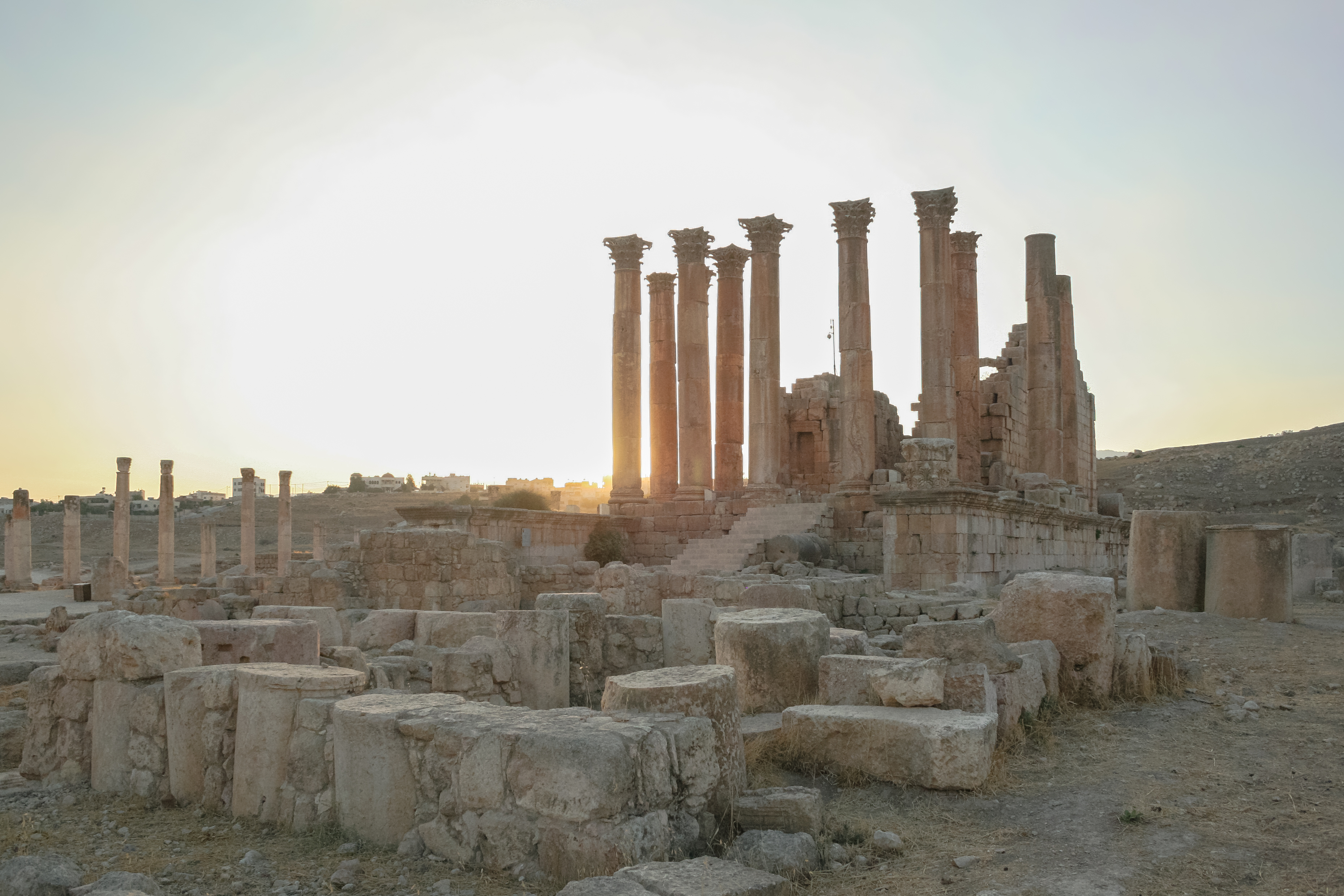
Il tempio di Artemide al tramonto

### Tempio di Artemide
Costruito tra il 150 e il 170, era fiancheggiato da 12 colonne corinzie (oggi ne sono rimaste undici). Per livellare il cortile erano stati costruiti sotterranei con volta a botte dove erano costruiti i tesori del tempio. Il tempio era rivestito di marmo come di marmo erano i pavimenti, ma in seguito ai decreti dell'imperatore Teodosio, del 391 e 392, il tempio di Artemide fu smantellato. Durante il periodo bizantino fu trasformato in una bottega di terraglie e utensili da cucina. Dopo la conquista araba, il tempio venne fortificato, ma i Crociati lo distrussero quasi completamente.
Come porta di accesso al tempio, nel 150, vennero costruiti i propilei, da cui partiva una scalinata fiancheggiata da negozi che conduceva al tempio.

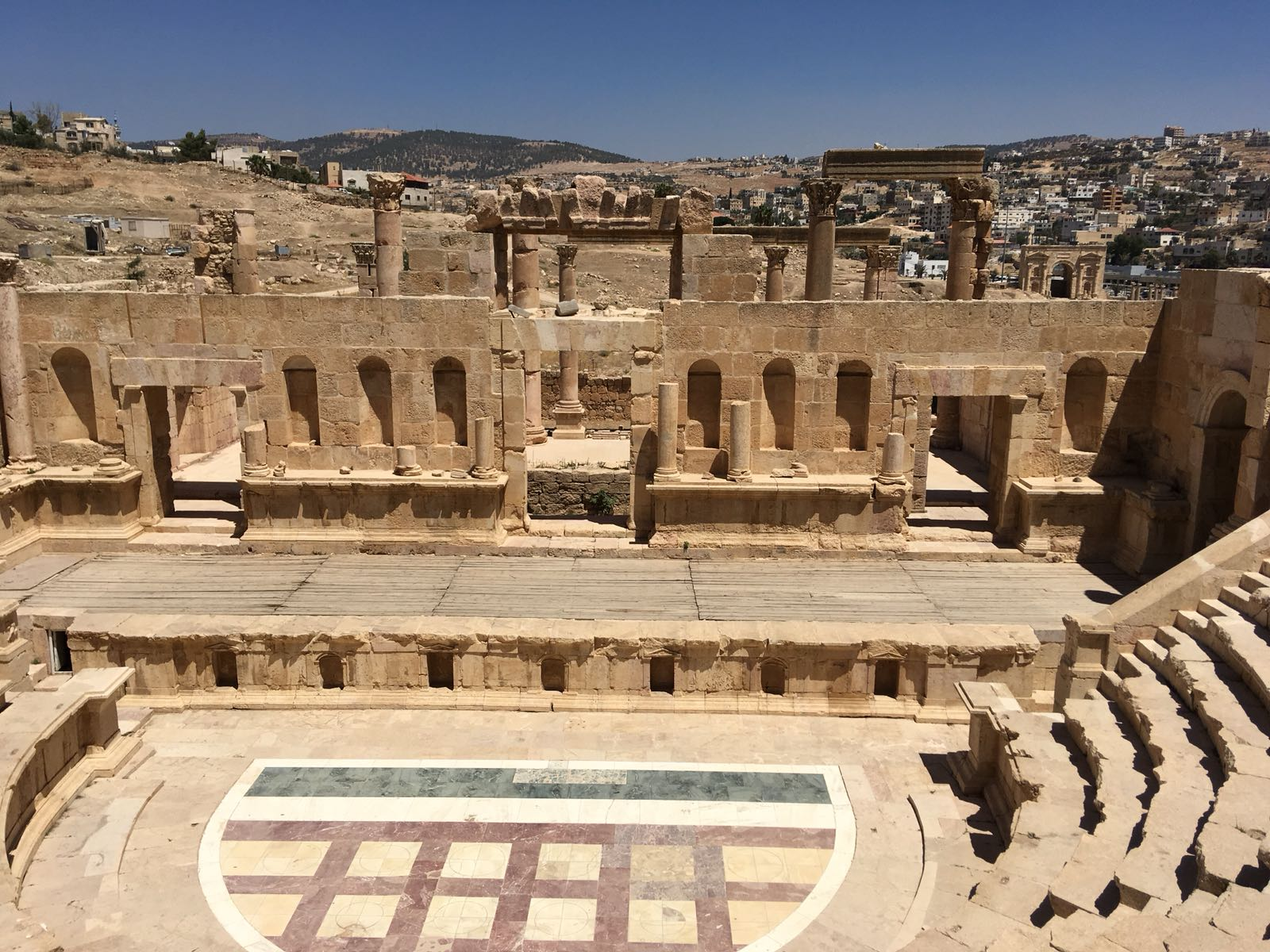
Il teatro settentrionale

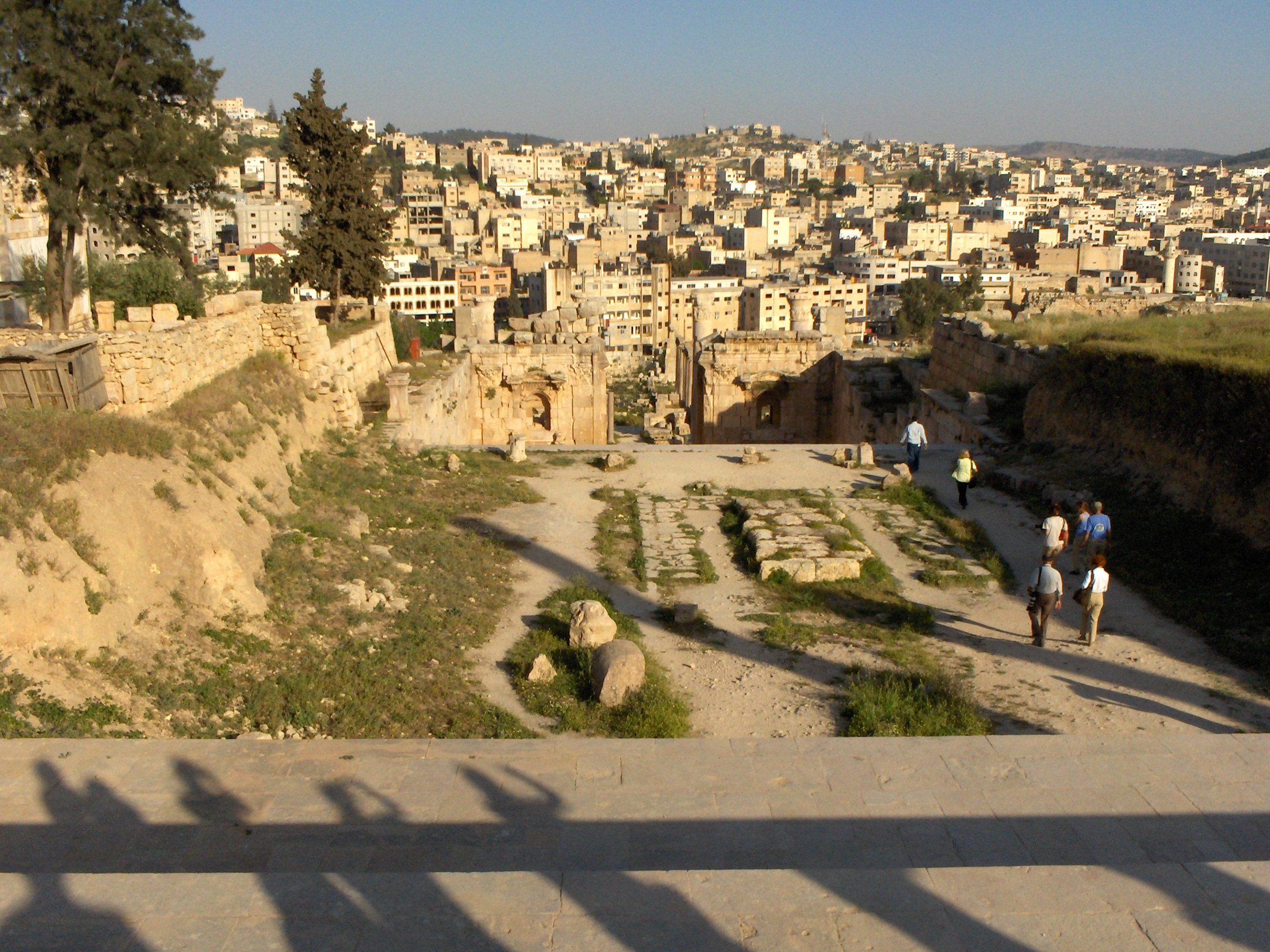
I resti di una piccola chiesa bizantina con alle spalle la città nuova

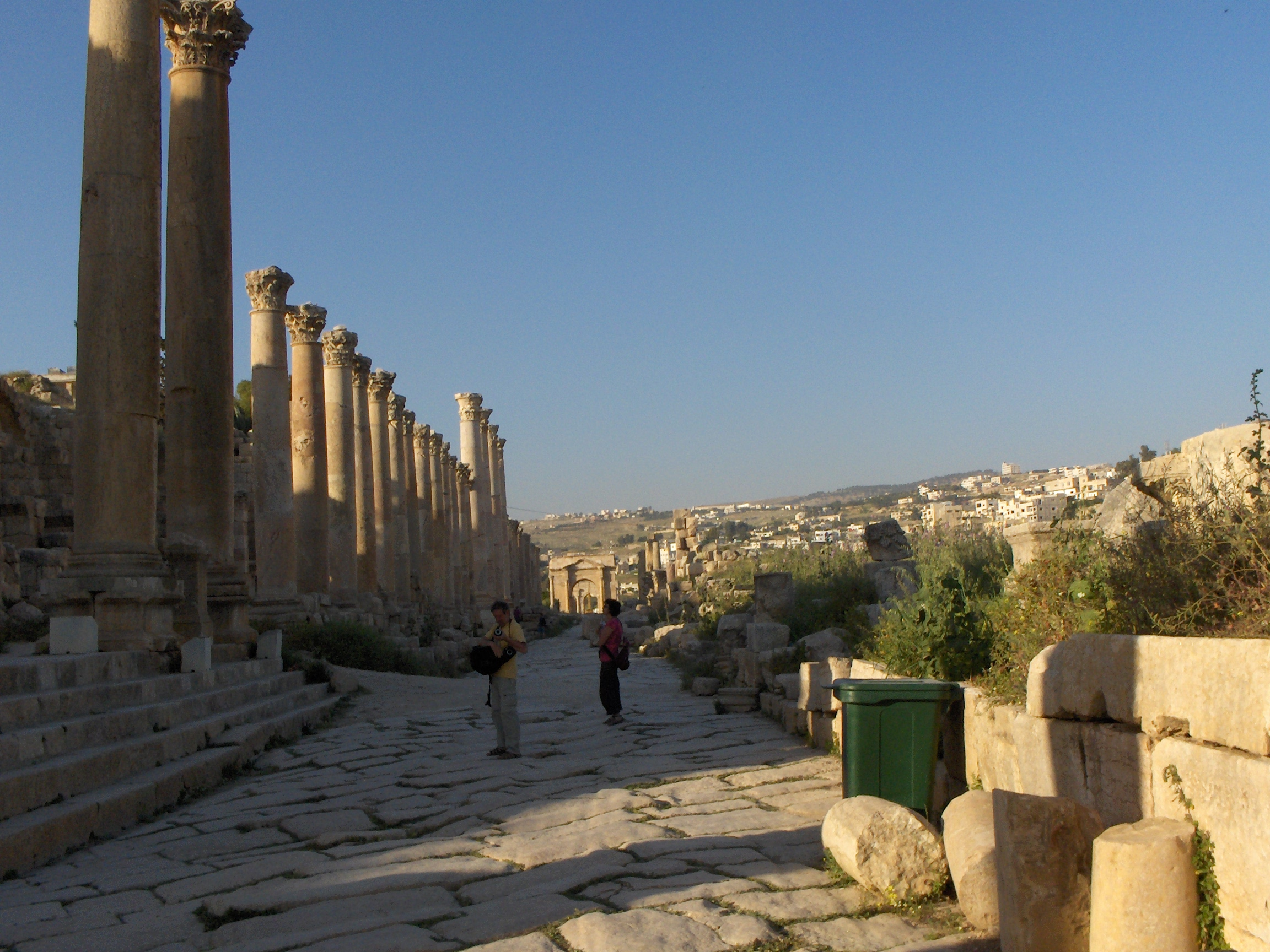
Il tetrapylon settentrionale e, al fondo del cardo massimo, la porta nord

### Teatro settentrionale
Costruito nel 165, fu ampliato nel 235, ma è più piccolo del teatro meridionale, presentava quattordici file di posti e, secondo gli storici, era destinato a ospitare assemblee politiche più che spettacoli. Durante il periodo bizantino e poi durante il periodo degli Omayyadi fu parzialmente smantellato.
Il teatro è stato recentemente restaurato ed è in grado di contenere circa 2 000 spettatori.

### Terme
La città di Gerasa aveva due terme, quelle occidentali, situate vicino al cardo massimo, costruite nel II secolo, erano molto grandi, una struttura quadrata sormontata da una cupola, che misurava 70 m. x 50 m. ed erano dotate di calidarium, tepidarium e frigidarium, mentre quelle orientali, più piccole erano situate nella parte bassa della città.

### Porta settentrionale
La porta fu costruita nel 115 circa, e si presenta come una struttura modesta. La porta era stata commissionata da Claudio Severo.